# 2016
Rok 2016 (MMXVI) gregoriánského kalendáře začal v pátek 1. ledna, skončil v sobotu 31. prosince a byl přestupný. V České republice měl 252 pracovních dnů. Dle židovského kalendáře nastal přelom roků 5776 a 5777, dle islámského kalendáře 1437 a 1438. OSN vyhlásila rok 2016 mezinárodním rokem luštěnin.

## Události
Automatický abecedně řazený seznam viz Kategorie:Události roku 2016

### Česko
- 1. ledna
  - Evropské hlavní město sportu v roce 2016 byla Praha
  - Byl zrušen Vojenský újezd Brdy a na většině jeho území vyhlášena Chráněná krajinná oblast Brdy.
  - Ministerstvo dopravy zrušilo kategorii rychlostních silnic a většinu z nich převedlo do dálniční sítě.
- 26. ledna – Jeden horník byl zabit a další zraněn při důlním otřesu v dole Darkov u Karviné.
- 6. února – Desítky maskovaných útočníků zaútočily zápalnými lahvemi na Autonomní sociální centrum Klinika v Praze na Žižkově.
- 16. února – V archivu Národního muzea byla po 231 letech identifikována skladba Per la ricuperata salute di Ophelia vytvořená společnou prací skladatelů Mozarta a Salieriho u příležitosti uzdravení anglické operní pěvkyně Nancy Storaceové.
- 26. února – Nejméně 27 mrtvých si vyžádala epidemie viru chřipky v Česku.
- 1. března – Z pražské ZOO uletělo 18 ibisů skalních.
- 7. dubna – Česka vláda ukončila program Nadačního fondu Generace 21 na přesídlení uprchlíků z řad iráckých křesťanů, poté, co 25 uprchlíků požádalo o azyl v Německu.
- 24. květen – Obcí Červená Hora na Náchodsku se prohnalo tornádo.
- 28. června – Ústavní soud zrušil ustanovení zákona o registrovaném partnerství, které jedincům žijícím ve stejnopohlavním páru zapovídalo právo adoptovat dítě.
- 15. srpna – Novým ředitelem české Bezpečnostní informační služby se stal Michal Koudelka. Vystřídal tak Jiřího Langa, který v čele BIS stál 13 let.
- 27. září – Příslušníci Českého svazu pomocných technických praporů se rozhodli ukončit činnost organizace z důvodu vysokého věku jejího členstva.
- 7.–8. říjen – Ve třetině senátních obvodů (s čísly o jedno větší než násobky tří) se konaly volby do Senátu Parlamentu České republiky a současně v celé republice kromě Prahy volby do zastupitelstev krajů.
- 14. října – V Česku začalo druhé kolo voleb do třetiny Senátu Parlamentu České republiky.
- 17. října – Do Prahy přijel tibetský duchovní vůdce 14. dalajláma Jeho Svatost Tändzin Gjamccho, který se zde zúčastnil 20. ročníku konference Forum 2000.
- 2. listopadu – Byla spuštěna nová regionální stanice Českého rozhlasu – Český rozhlas Liberec.
- 1. prosince
  - Finanční správa České republiky zahájila provoz elektronické evidence tržeb
  - České a slovenské loutkařství bylo zapsáno na seznam děl ústního a nehmotného dědictví lidstva UNESCO.
- 15. prosince – Evropský systém satelitní navigace Galileo oficiálně zahájil provoz
- 17. prosince – Byl otevřen poslední úsek (12 km) dálnice D8 (94 km) mezi Lovosicemi a Řehlovicemi, čímž vznikl nepřerušený dálniční tah tak z Prahy do Saska
- 20. prosince – Tenistka Petra Kvitová byla napadena ve svém bytě v Prostějově. Utrpěla zranění na levé ruce, kterou používá při hře.

### Svět
- 1. ledna

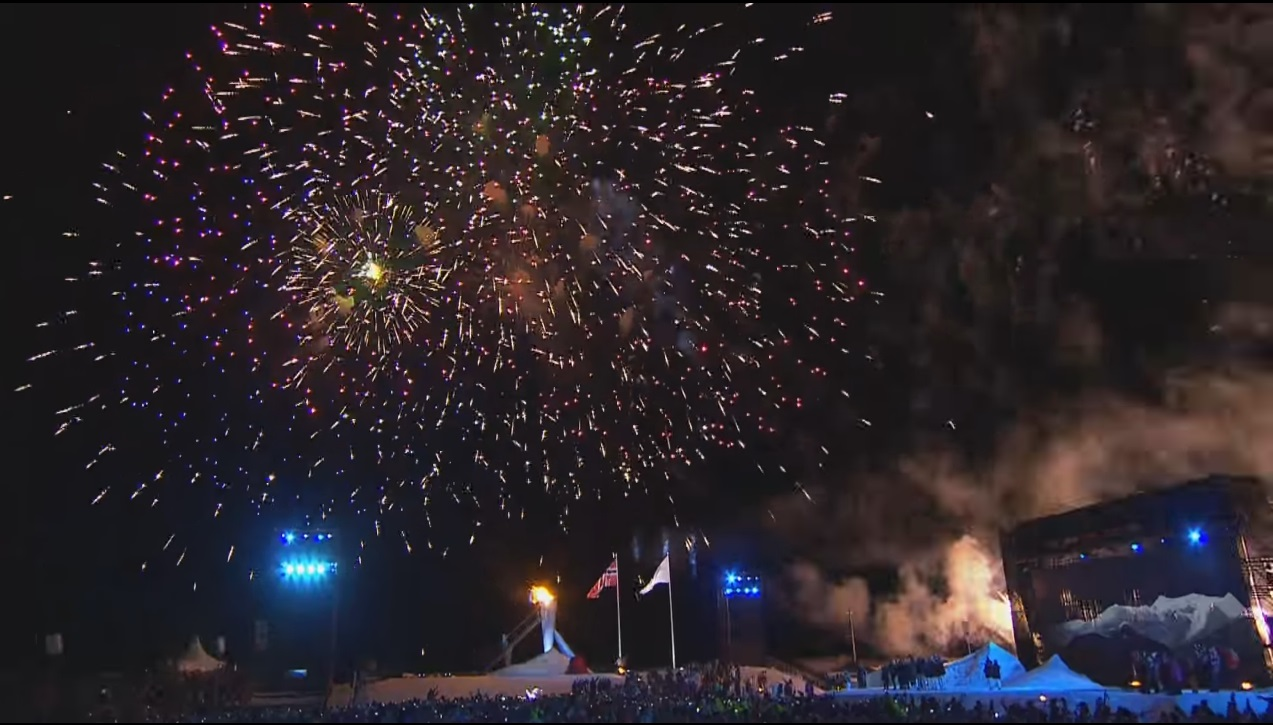
II. Zimní olympijské hry mládeže 2016 v Lillehammeru

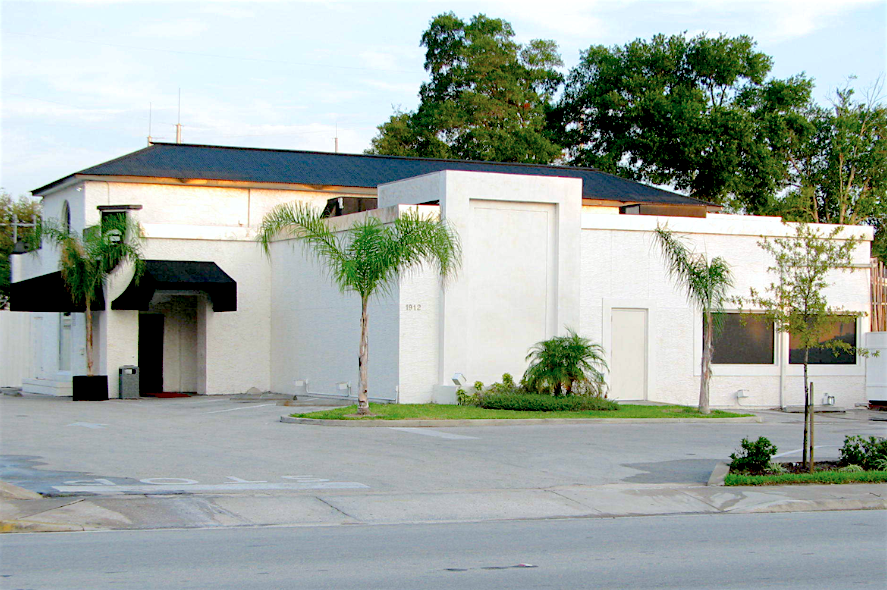
Masakr v Orlandu 2016 na gay klub ve floridském městě Orlando

  - Nizozemsko se ujalo předsednictví EU
  - Evropskými hlavními městy kultury v roce 2016 byly španělský San Sebastián a polská Vratislav
  - Bavorsku vypršela autorská práva manifestu Adolfa Hitlera Mein Kampf.
- 3. ledna – Islámští radikálové popravili 5 údajných britských špionů.
- 12. ledna
  - Při bombovém útoku v Istanbulu zahynulo 10 osob.
  - Ukončení rozšířené podpory operačního systému Windows 8.
- 6. února
  - Pod lavinou na hoře Geier v Tyrolsku zahynulo 5 Čechů.
  - Při zemětřesení na Tchaj-wanu zemřelo 117 lidí.
- 9. února – Při železniční nehodě v bavorském Bad Aiblingu zahynulo 10 lidí.
- 12. února – Vůbec poprvé v dějinách se, na Kubě, setkala hlava katolické církve, papež František, a hlava ruské pravoslavné církve, patriarcha Kirill.
- 12.–21. února – V norském Lillehammer se konaly Zimní olympijské hry mládeže 2016.
- 17. února – Při bombovém útoku v turecké Ankaře zahynulo 28 lidí.
- 20. února – Při tropické cyklonu Winston zahynulo na Fidži 44 lidí.
- 5. března – v Parlamentních volbách na Slovensku zvítězila dosavadní vládnoucí strana SMER – sociálna demokracia se ziskem 28,3 % hlasů.
- 9. března – Úplné zatmění Slunce pozorovatelné z části Indického oceánu a Pacifiku
- 13. března – Při teroristickém útoku v Ankaře zahynulo 37 osob.
- 22. března – Při teroristických útocích v Bruselu zahynulo 32 osob a kolem 340 jich bylo zraněno.
- 25. března – V kubánské Havaně vystoupila britská rocková skupina The Rolling Stones. Byl to ojedinělý rockový koncert pro socialistický stát pro zhruba 500 000 diváků.
- 2. dubna – Intenzivní boje propukly na linii dotyku mezi arménskými a ázerbájdžánskými silami na hranicích mezinárodně neuznané Náhorně-karabašské republiky, při které bylo zabito nejméně 193 lidí a tím byl nejtěžším porušením příměří z roku 1994.
- 4. dubna – Světové deníky zveřejnily více než 11 milionů dokumentů právní společnosti Mossack Fonseca, takzvané Panama Papers, které zmiňují přes 214 tisíc firem operujících v daňových rájích.
- 18. dubna – Následkem zemětřesení v Ekvádoru zemřelo minimálně 654 lidí.
- 6.–22. květen – V Moskvě a Petrohradu proběhlo Mistrovství světa v ledním hokeji 2016
- 10.–14. května – Eurovision Song Contest 2016 ve švédském Stockholmu, kde vyhrála ukrajinská zpěvačka Džamala s písní „1944“.
- 19. května – Ve východním Středomoří zmizel Airbus A320 společnosti EgyptAir s 66 lidmi na palubě.
- 22. května – Rakouským prezidentem byl zvolen Alexander Van der Bellen
- 27. května – Řečtí archeologové oznámili nález pravděpodobné hrobky starořeckého filosofa Aristotela.
- 1. června – Ve Švýcarsku byl otevřen 57 km dlouhý Gotthardský úpatní tunel, nejdelší železniční tunel na světě.
- 5. června – Tým egyptských a italských vědců oznámil, že 300 let stará dýka faraona Tutanchamonova je vyrobená z meteorického železa.
- 6. června – Při střetech mezi islamistickými ozbrojenci a policií bylo v kazašském městě Aktobe zabito 17 lidí.
- 7. června – Nejméně 11 lidí bylo zabito při dálkově odpáleném výbuchu automobilu v tureckém Istanbulu.
- 10. června – Peruánským prezidentem byl zvolen Pedro Pablo Kuczynski.
- 10. červen až 10. červenec – Mistrovství Evropy ve fotbale 2016 ve Francii.
- 12. června – Kolem 50 lidí bylo zabito a 53 zraněno při teroristickém útoku na gay klub ve floridském městě Orlando.
- 14. června – Dva mrtvé a dalších 22 zraněných vojáků si vyžádal střet mezi afghánskou a pákistánskou armádou v Chajbarském průsmyku.
- 18. června – Bývalý egyptský prezident Muhammad Mursí byl odsouzen k doživotnímu odnětí svobody za špionáž pro Katar.
- 21. června – Kolumbijská vláda a povstalci z Revolučních ozbrojených sil Kolumbie podepsali dohodu o trvalém příměří ukončující občanskou válku trvající od roku 1964.
- 22. června – Nejméně 78 lidí bylo zabito, poté, co Ťiang-su zasáhlo tornádo provázené přívalovými dešti a krupobitím.
- 24. června – Britské referendum o odchodu Spojeného království z Evropské unie podpořilo 51,9% hlasujících. Britský premiér David Cameron oznámil záměr rezignovat.
- 26. června
  - Islandským prezidentem byl zvolen Guðni Thorlacius Jóhannesson.
  - Po devíti letech výstavby byl otevřen rozšířený Panamský průplav.
  - Ve španělských parlamentních volbách zvítězila Lidová strana se ziskem 33 % hlasů.
  - Irácká armáda po dvou letech dobyla Fallúdžu a město navštívil premiér Hajdar Abádí.
- 28. června
  - Nejméně 41 lidí bylo zabito a asi 239 zraněno při sebevražedných útocích na Atatürkovo letiště v Istanbulu.
  - Mexický stát Oaxaca zasáhlo zemětřesení o síle 5,4 stupňů Richterovy stupnice.
- 1. července
  - Slovensko se ujalo předsednictví EU.
  - Rakouský ústavní soud zrušil výsledek druhého kola prezidentských voleb, které se tak budou opakovat.
- 5. července – Sonda Juno vstoupila na oběžnou dráhu kolem Jupiteru.
- 6. července – Neméně 250 lidí bylo zabito při sebevražedném útoku Islámského státu v iráckém hlavním městě Bagdádu.
- 8. a 9. července – 27. summit NATO ve Varšavě
- 8. července – Pět amerických policistů bylo zastřeleno během demonstrace hnutí Black Lives Matter v texaské metropoli Dallasu.
- 11. července – Nejméně 23 lidí bylo zabito při srážce vlaků u italského města Bari.
- 13. července – Theresa Mayová z Konzervativní strany byla jmenovaná novou Premiérkou Spojeného království.
- 14. července – Při teroristickém útoku v Nice zahynulo 84 lidí a přes 100 dalších bylo zraněno během oslav Dne pádu Bastily.
- 15. července – Část tureckých ozbrojených sil se pokusila provést vojenský převrat, při němž bylo zabito nejméně 160 lidí.
- 22. července – V obchodním domě v bavorském Mnichově došlo k útoku šíleného střelce. Nejméně devět lidí bylo zastřeleno.
- 23. července – Nejméně 80 lidí bylo zabito pří útoku Islámského státu na demonstraci příslušníků ší'itské menšiny Hazárů v afghánském hlavním městě Kábulu.
- 26. července – Dva útočníci podporující Islámský stát zabili kněze a těžce zranili další rukojmí při přepadení kostela Saint-Étienne-du-Rouvray v severní Francii.
- 26.–31. července – Světové dny mládeže 2016 v polském Krakově
- 5.–21. srpen – Letní olympijské hry 2016 v brazilském Rio de Janeiro
- 7. srpna – Nejméně 20 lidí zemřelo v důsledku přívalové povodně v makedonském hlavním městě Skopje.
- 18. srpna – V anglickém hrabství Bedfordshire poprvé vzlétla hybridní vzducholoď Airlander 10. Letoun s kombinací prvků vzducholodě plněné heliem a letadla je dlouhý 92 metrů a široký 43,5 metru a je tak největším vzdušným strojem na světě, unese přitom pouze deset tun nákladu.
- 20. srpna – Skleněný most v Čang-ťia-ťie, „nejdelší a nejvyšší skleněný most na světě“ byl otevřen pro veřejnost v čínské provincii Chu-nan, prefektura Čang-ťia-ťie v národním parku Wu-ling-jüan. Je přibližně 430 metrů dlouhý a je složen z 99 obdélníků z třívrstvého skla ve výšce 300 metrů nad zemí.
- 24. srpna – Při zemětřesení o síle 6,2 momentové škály zahynulo ve středoitalské Umbrii nejméně 38 lidí a bylo poničeno několik měst.
- 26. srpna – Byl otevřen Most sultána Selima I. Hrozného nad Bosporskou úžinou, nejvyšší visutý most na světě.
- 29. srpna – Mezi kolumbijskou vládou a povstaleckou skupinou FARC začalo po 52 letech platit trvalé příměří.
- 31. srpna – Nejstarší známé fosilie živých organismů staré 3,7 miliardy let byly objeveny v grónské lokalitě Isua Greenstone Belt.
- 1. září – Prstencové zatmění Slunce pozorovatelné v Gabonu, Tanzanii, Mosambiku, Madagaskaru nebo ostrově Réunion
- 4. září – Papež František svatořečil misijní pracovnici Matku Terezu z Kalkaty.
- 4.–5. září – 11. summit G20 v čínském Chang-čou
- 9. září – Severní Korea provedla svůj pátý a dosud největší jaderný test provázený otřesy o síle 5,3 stupně Richterovy škály.
- 10. září – Při zemětřesení v Tanzanii zemřelo 17 lidí a 203 bylo zraněno.
- 11. září – Zemětřesení o síle 5,3 stupně zasáhlo makedonskou metropoli Skopje.
- 13. září
  - Vrak lodi HMS Terror kapitána Johna Franklina byl objeven poblíž Ostrova krále Viléma v kanadském teritoriu Nunavut.
  - Nejméně 130 lidí zemřelo a další stovky jsou pohřešovány v důsledku povodní v Severní Koreji.
  - Zpěvačka Grace VanderWaal vyhrála soutěž Amerika má talent
- 14. září – Novým prezidentem UEFA byl se 42 hlasy zvolen v Athénách slovinský právník a předseda Fotbalového klubu Slovinska Aleksander Čeferin.
- 15. září – Čínská raketa Dlouhý pochod 2F vynesla na oběžnou dráhu vesmírnou stanici Tchien-kung 2.
- 18. září
  - V ruských parlamentních volbách s 47 % účastí podle oficiálních výsledků zvítězila a posílila vládní strana Jednotné Rusko. Podle pozorovatelů OBSE volby nebyly skutečně svobodné.
  - Ve volbách do Poslanecké sněmovny Berlína, zvítězila velká koalice kancléřky Merkelové, jejíž strany SPD a CDU však ztratily v berlínské sněmovně většinu. Nově získala křesla AfD a vrátili se svobodní, naopak vypadli piráti.
  - Nejméně 29 lidí bylo zraněno při výbuchu bomby ve čtvrti Chelsea v New Yorku.
- 20. září – Nejméně 17 lidí bylo zabito při protestech proti prezidentu Josephu Kabilovi v konžské metropoli Kinshase.
- 22. září – Nejstarší známý biblický text pocházející z 3. nebo 4. století byl přečten za pomoci počítačové tomografie.
- 24. září – Katolický řeholník a sudetský Němec Engelmar Hubert Unzeitig známý též jako Anděl z Dachau byl blahořečen.
- 25. září – Největší radioteleskop FAST s průměrem 500 metrů byl uveden do provozu v čínské provincii Kuej-čou.
- 29. září – Společnost BlackBerry oficiálně oznámila, že končí s výrobou mobilních telefonů.
- 3. října – Estonský parlament zvolil Kersti Kaljulaidovou prezidentkou země.
- 8. října – Počet obětí hurikánu Mattew na haitském poloostrově Tiburon přesáhl 1000, zatímco slábnoucí bouře zasáhla pobřežní oblasti Jižní Karolíny.
- 10. října – Expedice českých botaniků objevila nový druh hvězdnatky v pralesích ostrova Borneo.
- 11. října – Společnost Samsung zastavila výrobu a prodej mobilních telefonů Galaxy Note 7 kvůli problémům s přehříváním a výbuchy baterie. Majitelé nebezpečných přístrojů byli vyzváni k jejich okamžitému vypnutí.
- 13. října – Povstalci ze skupiny Boko Haram propustili 21 dívek unesených v roce 2014 z města Chiboku v nigerijském státě Borno.
- 17. října – Raketa Dlouhý pochod vynesla na oběžnou dráhu kosmickou loď Šen-čou 11 s dvěma tchajkonauty na palubě. Cílem mise byla vesmírná stanice Tchien-kung 2.
- 21. října – Jihoafrická republika zahájila proces vystoupení ze struktur Mezinárodního trestního soudu.
- 26. října
  - Série zemětřesení o síle dosahující 5,9 stupně zasáhla střední Itálii a vyžádala si materiální škody.
  - Gambie se po Burundi a Jihoafrické republice stala třetí africkou zemí, která vystoupila ze struktur Mezinárodního trestního soudu.
- 28. října – Komise pro zachování živých mořských zdrojů Antarktidy prohlásila Rossovo moře u Antarktidy za mořskou přírodní rezervaci.
- 31. října
  - Michel Aoun byl po dvouletém bezvládí zvolen libanonským prezidentem.
  - Byla dokončena výstavba Labské filharmonie v Hamburku.
- 2. listopadu – Francie po třech letech ukončila vojenskou misi ve Středoafrické republice.
- 7. listopadu – Daniel Ortega byl potřetí zvolen prezidentem Nikaraguy.
- 8. listopadu – Donald Trump zvítězil v amerických prezidentských volbách.
- 11. listopadu – Chrám Boží prozřetelnosti, o jehož stavbě bylo rozhodnuto roku 1791, byl upříležitosti oslav nezávislosti otevřen v polském hlavním městě Varšavě.
- 12. listopadu – Koncertní sál Bataclan v Paříži byl otevřen koncertem britského hudebníka Stinga rok po masakru účastníků koncertu skupiny Eagles of Death Metal.
- 13. listopadu
  - Nový Zéland zasáhlo ve 12:02 SEČ zemětřesení o síle 7,8 stupňů Richterovy stupnice provázené vlnou tsunami.
  - Kolumbijská vláda uzavřela novou mírovou dohodu s povstalci z Revolučních ozbrojených síl (FARC).
  - Rumen Radev byl zvolen novým bulharským prezidentem.
  - České reprezentantky ve složení Petra Kvitová, Karolína Plíšková, Barbora Strýcová a Lucie Hradecká zvítězily ve štrasburském finále Fed Cupu nad Francií 3:2.
- 14. listopadu – Novým moldavským prezidentem byl přímo zvolen prorusky orientovaný socialista Igor Dodon.
- 21. listopadu – Oblast Fukušimy zasáhlo zemětřesení 7,3 stupně a očekává se až třímetrová vlna tsunami. Úřady vyzvaly obyvatele pobřeží k evakuaci, havarovaná jaderná elektrárna Fukušima-Daiči nezaznamenala žádné známky zemětřesení.
- 24. listopadu – Kolumbijská vláda a povstalci z hnutí FARC podepsali v kolumbijském hlavním městě Bogotě druhou mírovou dohodu.
- 29. listopadu
  - Brazilské letadlo s 81 cestujícími, včetně brazilského fotbalového týmu, na palubě se zřítilo poblíž kolumbijského města Medellín.
  - Nový kryt Černobylské jaderné elektrárny byl nasunut nad zničený reaktor v Černobylské jaderné elektrárně. Největší pohyblivá kovová konstrukce na světě tak nahradila stávající černobylský sarkofág.
- 30. listopadu – Mezinárodní unie pro čistou a užitou chemii oznámila oficiální jména nově objevených prvků nihonia (113), moscovia (115), tennessinu (117) a oganessonu (118).
- 1. prosince
  - Korunní princ Mahá Vatčirálongkón byl prohlášen novým thajským králem.
  - Mezinárodní astronomická unie přejmenovala 227 hvězd včetně nejbližší trojhvězdy Alfy Centuary, která se nově nazývá Rigil Kentaurus.
- 4. prosince – Alexander Van der Bellen zvítězil v rakouských prezidentských volbách
- 5. prosince – Bývalý uzbecký premiér Shavkat Mirziyoyev byl zvolen prezidentem země.
- 7. prosince – Indonésii zasáhlo zemětřesení 6,5 stupně. Zemřelo přes 100 lidí
- 9. prosince
  - Vůdce opozice Nana Akufo-Addo zvítězil v prezidentských volbách v Ghaně.
  - Výkon mandátu jihokorejské prezidentky Pak Kun-hje byl pozastaven v důsledku procesu impeachmentu. Její pravomoci dočasně převzal premiér.
- 10. prosince – Nejméně 13 lidí zabila exploze nálože u stadionu fotbalového klubu Beşiktaş Istanbul
- 17. prosince – Zemětřesení o síle 7,9 stupňů Mw zasáhlo průliv mezi ostrovy Nové Irsko a Bougainville, nebyly hlášeny žádné oběti ani vlny tsunami
- 19. prosince
  - Při berlínských vánočních trzích najel kamion do davu lidí, zemřelo nejméně 12 osob a kolem 50 bylo zraněno
  - V Ankaře byl při vernisáži výstavy útočníkem zastřelen Andrej Karlov, velvyslanec Ruska v Turecku
- 20. prosince – V tureckém Istanbulu byl slavnostně otevřen silniční Euroasijský tunel, který spojuje evropský a asijský kontinent. Dvoupatrový tunel pod Bosporským průlivem je dlouhý 14,5 km, jeho výstavba trvala necelých 5 let a náklady dosáhly výše 1,2 miliardy dolarů.
- 21. prosince – Nejméně 36 mrtvých a 70 zraněných si vyžádal výbuch zábavní pyrotechniky na tržnici na předměstí Ciudad de México.
- 22. prosince – Občanská válka v Sýrii: Syrská armáda definitivně převzala kontrolu nad Aleppem, čtyřletá bitva o Aleppo skončila evakuací posledních obklíčených povstalců.
- 23. prosince – Český hokejista Jaromír Jágr dosáhl 1888. bod v hokejové lize NHL a dostal se tak na historicky druhé nejlepší místo kanadského bodování v americké hokejové lize.
- 25. prosince – Po startu v Soči se do Černého moře zřítilo ruské letadlo Tu-154 s 91 lidmi na palubě, včetně členů pěveckého souboru Alexandrovci a devíti novinářů. Letadlo letělo do Sýrie.

## Věda, kultura
- 7. listopadu – Cenu Josefa Škvoreckého získal posmrtně vydaný román Voliéry spisovatelky Zuzany Brabcové
- 22. listopadu – Laureátem Ceny Jindřicha Chalupeckého byl vyhlášen Matyáš Chochola.

## Narození

### Svět
- 5. února – Džigme Namgjal Wangčhug, dračí princ bhútánský, dědic bhútanského trůnu
- 2. března – Oskar Švédský, syn švédské princezny Viktorie
- 19. dubna – Alexandr Švédský, syn švédského prince Alexandra
- 28. listopadu – Liam Nasavský, lucemburský princ

## Úmrtí

### Česko

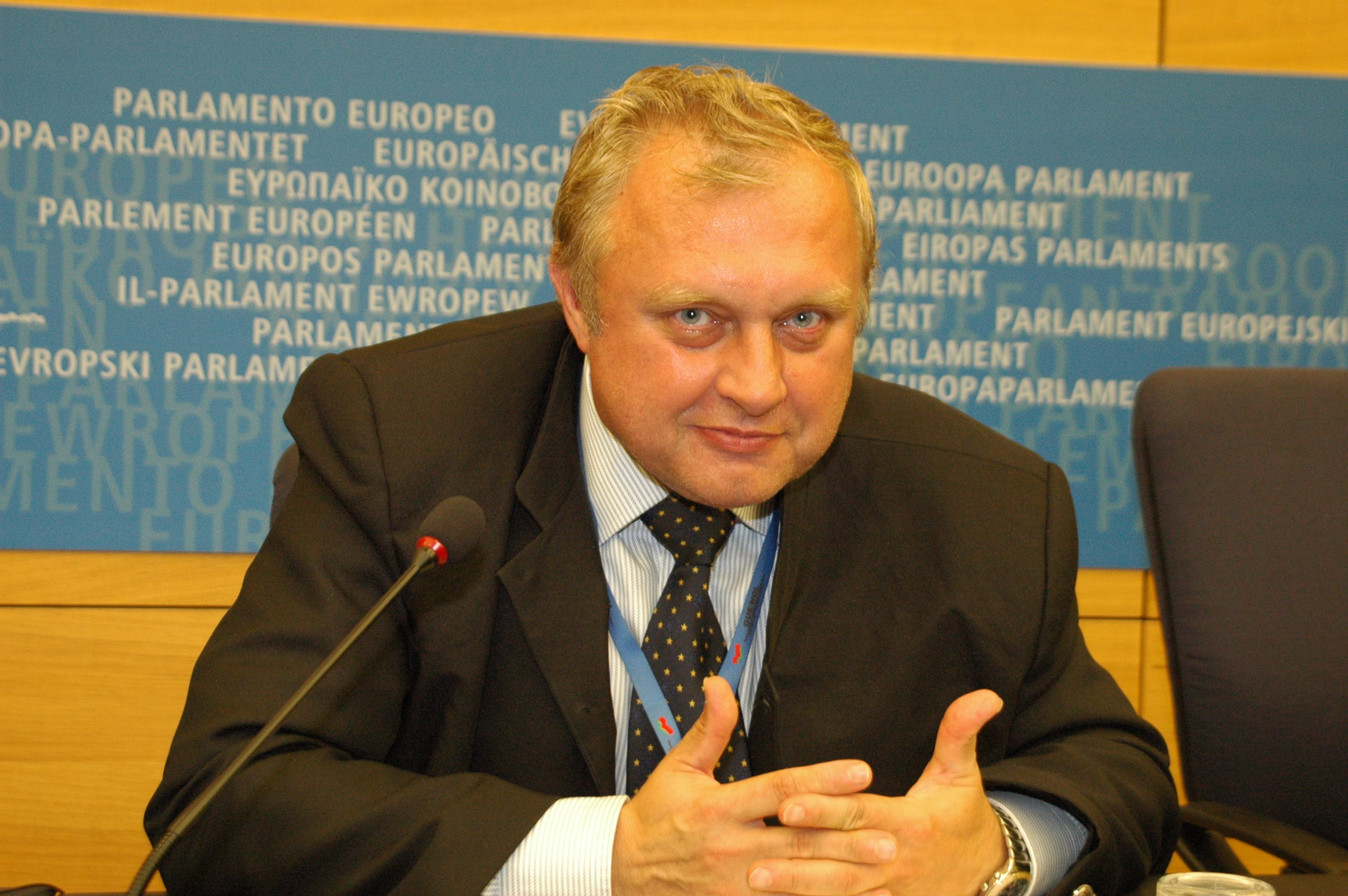
Miloslav Ransdorf († 22. leden)

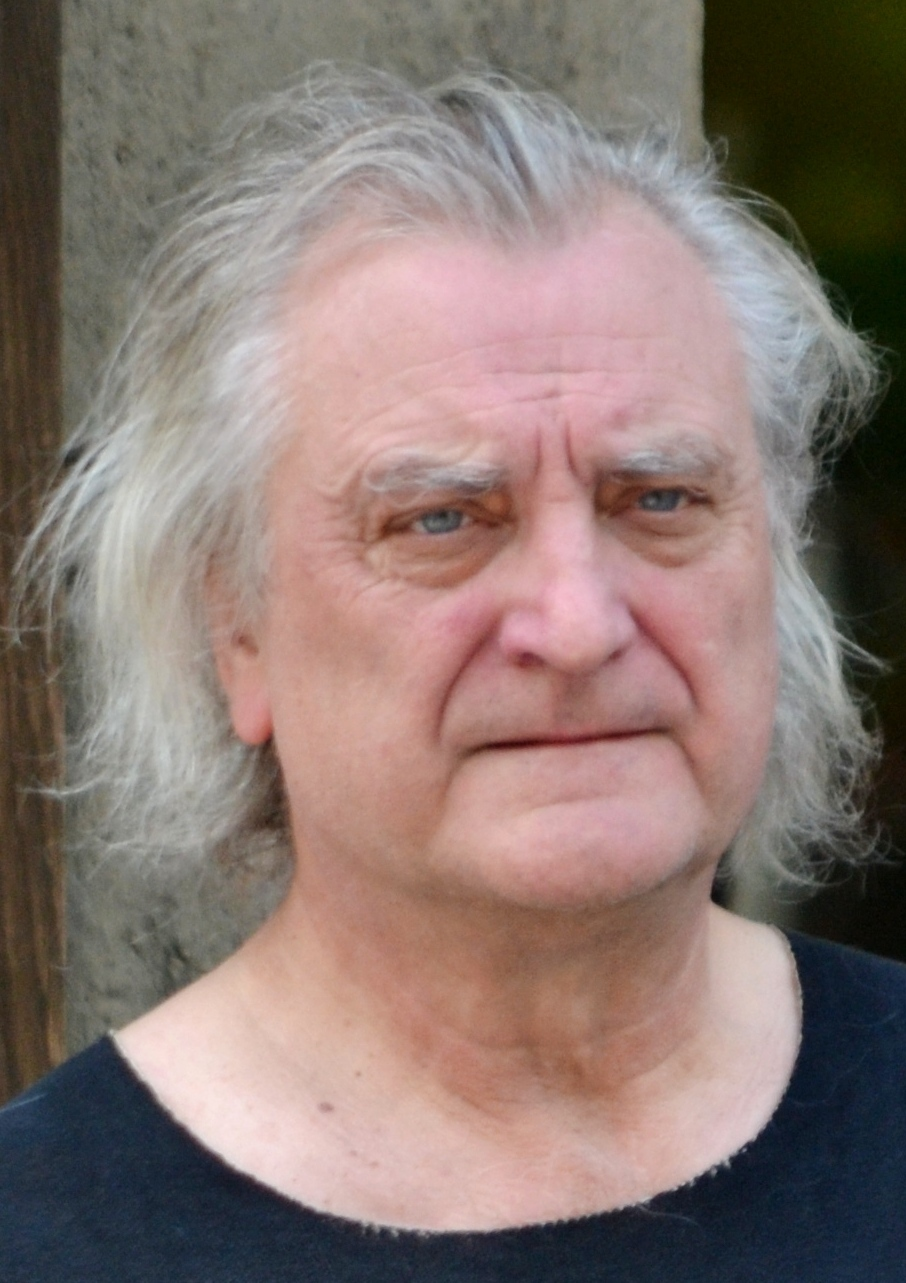
Bořek Šípek († 13. únor)

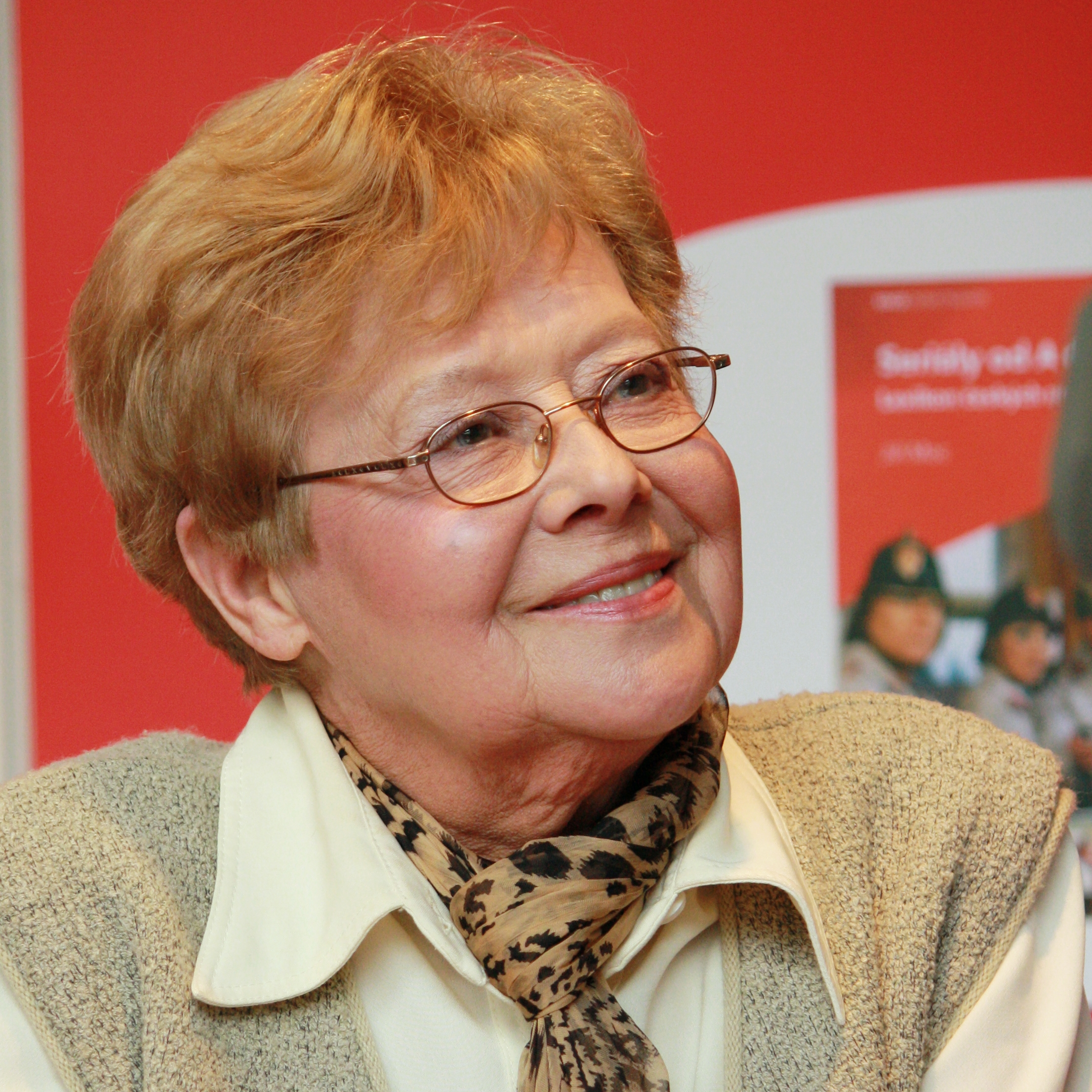
Olga Čuříková († 17. březen)

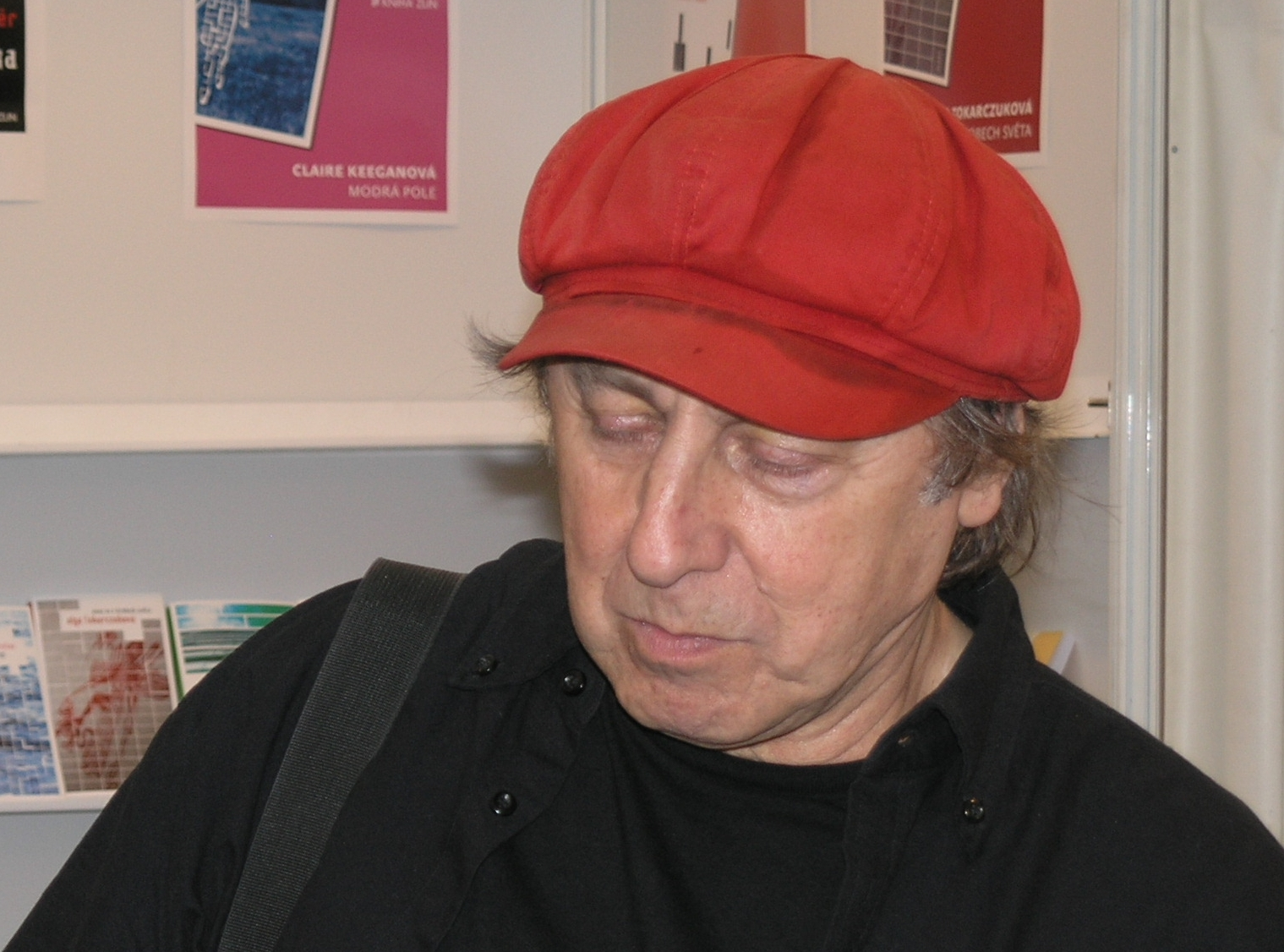
Boris Hybner († 2. duben)

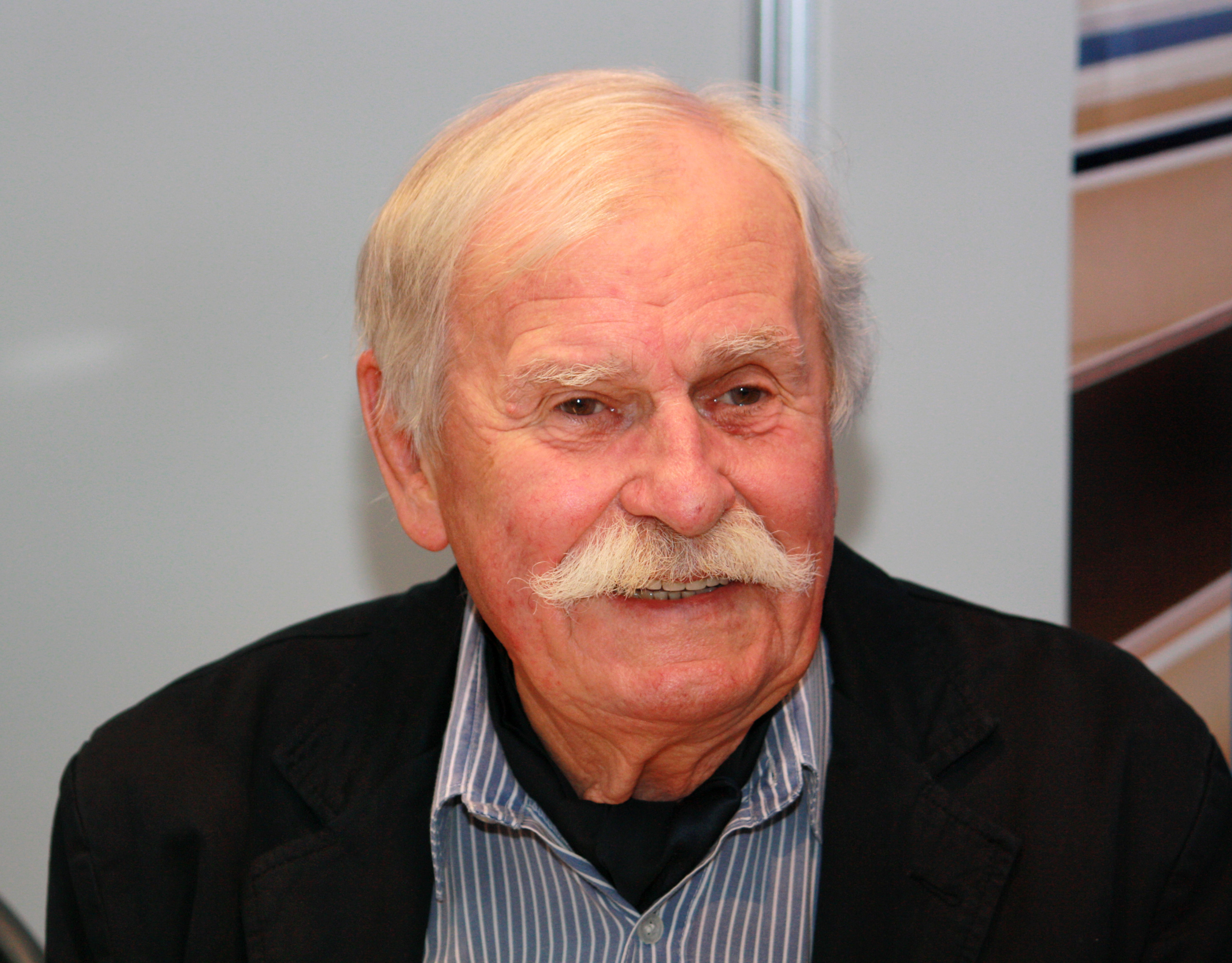
Adolf Born († 22. květen)

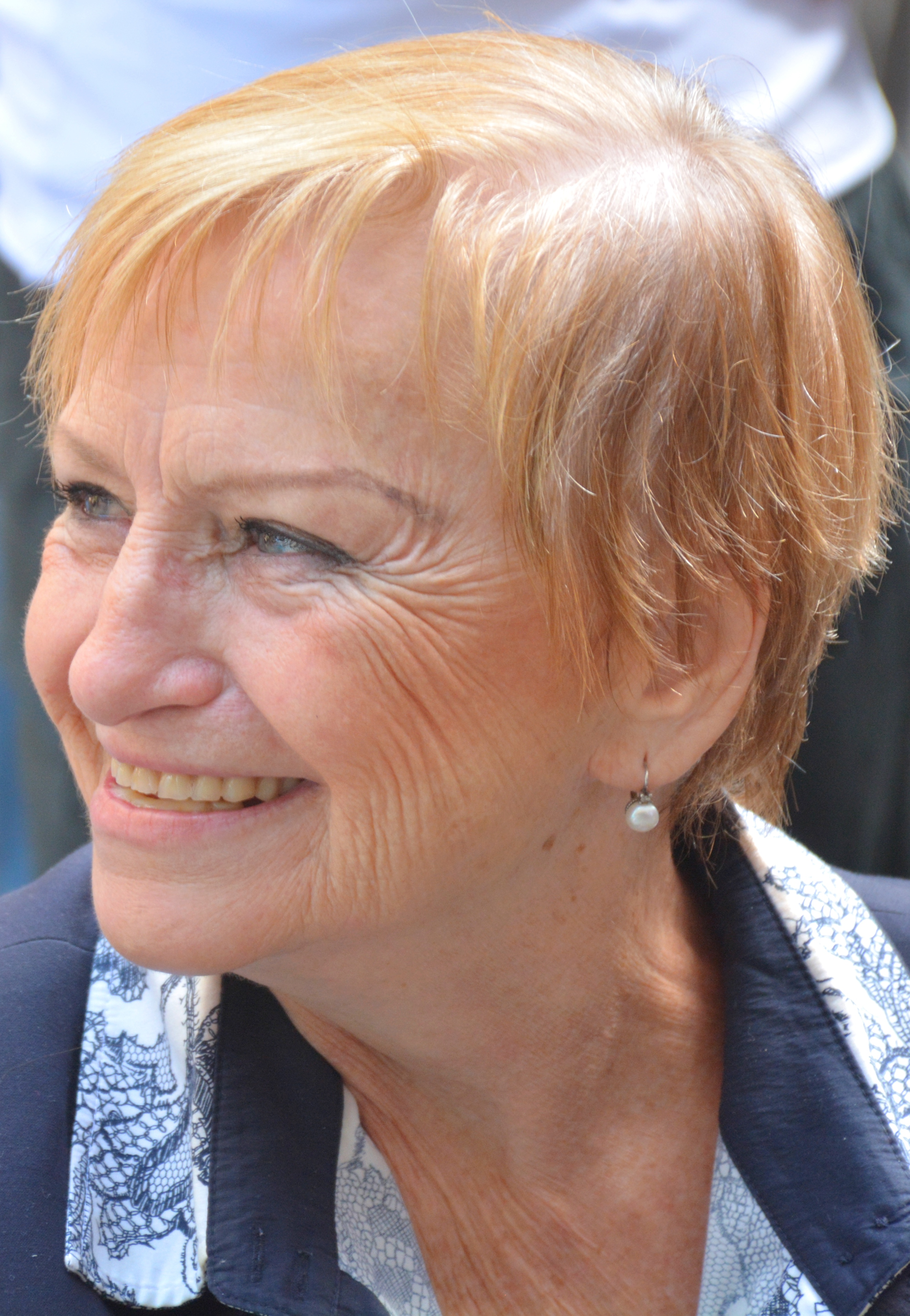
Věra Čáslavská († 30. srpen)

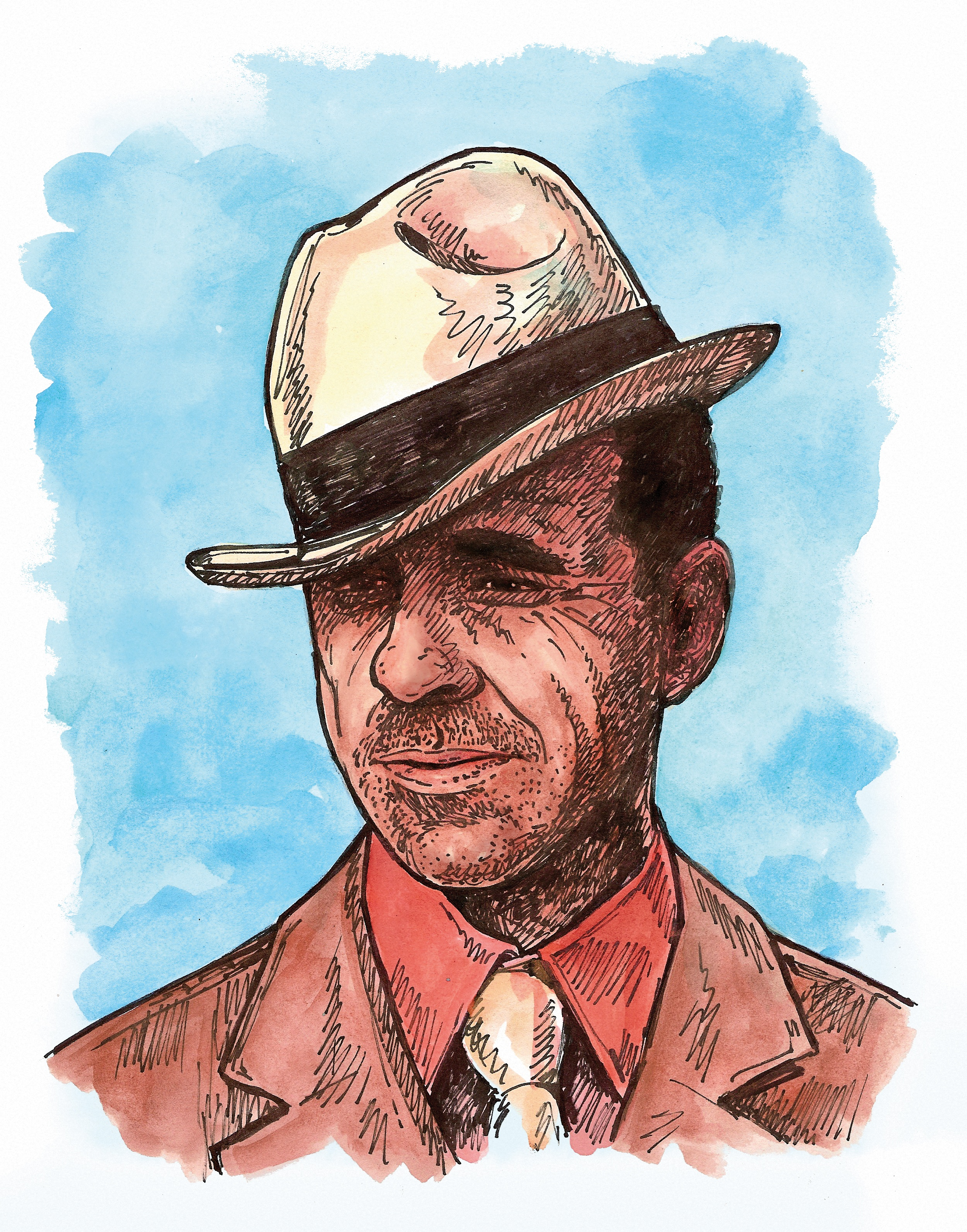
František Peterka († 25. listopad)

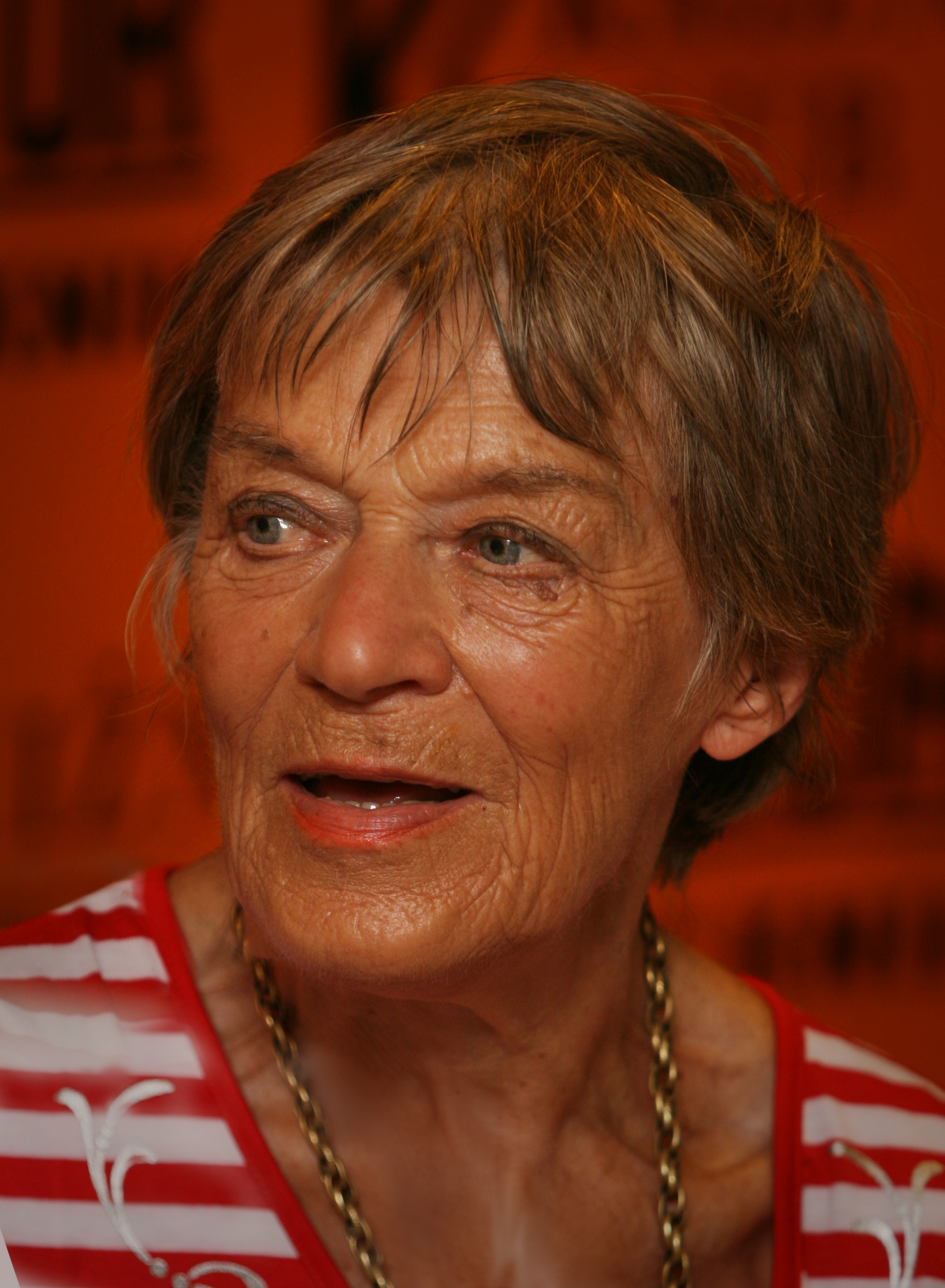
Luba Skořepová († 23. prosinec)

- 10. ledna – Adam Bubna-Litic, šlechtic, hrabě z rodu Bubnů z Litic (* 14. srpna 1927)
- 11. ledna
  - Rudolf Bubik, biskup Apoštolské církve (* 11. ledna 1941)
  - František Hejl, historik a pedagog (* 16. března 1920)
- 13. ledna – Vladimír Binar, básník, prozaik a literární vědec (* 6. října 1941)
- 19. ledna – Milan Bürger, operní pěvec (* 10. června 1963)
- 20. ledna – Věnceslava Hrdličková, sinoložka a japanoložka (* 15. září 1924)
- 21. ledna – Zbyněk Zbyslav Stránský, muzeolog a pedagog (* 26. října 1926)
- 22. ledna – Miloslav Ransdorf, politik, filozof a historik (* 15. února 1953)
- 30. ledna
  - Karel Hrdý, politik, poslanec České národní rady a Poslanecké sněmovny (* 7. září 1942)
  - Václav Rusek, pedagog a odborník na historii farmacie (* 25. února 1928)
- 31. ledna – Ladislav Helge, režisér (* 21. srpna 1938)
- 1. února – Lumír Ševčík, akademický malíř, grafik a typograf (* 8. srpna 1921)
- 3. února – Milan Ryšavý, houslista, spisovatel a historik (* 7. ledna 1927)
- 8. února – Petr Mikeš, básník a překladatel (* 19. srpna 1948)
- 13. února
  - Bořek Šípek, výtvarník, architekt a designér (* 14. června 1949)
  - Stanislav Chmelík, hudebník (* 25. října 1941)
- 14. února – Stanislav Oubram, herec, divadelní režisér (* 6. února 1939)
- 16. února – Miloslav Pojsl, církevní historik a pedagog (* 8. května 1945)
- 21. února
  - Zdeněk Marat, hudební skladatel (* 15. ledna 1931)
  - Ladislav Nykl, publicista (* 2. července 1944)
- 22. února – Jaroslava Hanušová, herečka (* 25. února 1949)
- 24. února
  - Ivan Jonák, podnikatel (* 7. března 1956)
  - Pavel Kučera, kněz, emeritní kanovník pražské metropolitní kapituly, papežský prelát (* 27. května 1932)
- 25. února
  - Zdeněk Smetana, malíř a výtvarník (* 26. července 1925)
  - Miloš Hájek, historik, mluvčí Charty 77 (* 12. května 1921)
  - Ervín Hrych, literární vědec a spisovatel (* 23. května 1929)
- 1. března
  - Ludmila Škorpilová, operní zpěvačka (* 19. března 1936)
  - Terry Haass, umělkyně a malířka (* 17. listopadu 1923)
- 2. března – Vladimír Kopecký, akademický malíř, kreslíř, grafik a ilustrátor (* 2. listopadu 1928)
- 5. března – Jaroslav Tomáš, volejbalista (* 10. února 1949)
- 6. března – Karel Kukal, skaut a bývalý politický vězeň (* 22. listopadu 1927)
- 12. března – Antonín Sporer, katolický kněz a pedagog (* 7. května 1940)
- 17. března – Olga Čuříková, hlasatelka a moderátorka (* 30. prosince 1932)
- 18. března – Jan Němec, režisér (* 12. července 1936)
- 20. března – Otto Pick, diplomat, politolog a ředitel rádia Svobodná Evropa (* 4. března 1925)
- 25. března – Kurt Krolop, germanista a literární historik sudetoněmeckého původu (* 25. května 1930)
- 27. března – Josef Valerián, katolický kněz a kaplan Jeho Svatosti (* 15. března 1925)
- 30. března – Jan Badalec, básník a průvodce (* 31. března 1960)
- 2. dubna – Boris Hybner, herec (* 5. srpna 1941)
- 4. dubna – Pavel Šmok, tanečník a herec (* 22. října 1927)
- 5. dubna – Jan Šimsa, teolog a evangelický farář (* 2. října 1929)
- 6. dubna
  - Miloš Holeček, soudce a předseda Ústavního soudu (* 25. května 1950)
  - Josef Toms, basketbalista (* 26. ledna 1922
- 10. dubna – Tomáš Pustina, se svou výškou 226 druhým nejvyšším známým Čechem a od roku 2006 je zapsán v České knize rekordů (* 10. května 1977)
- 12. dubna – Jiří Kusý, katolický kněz (* 15. ledna 1948)
- 13. dubna – Jiří Marvan, jazykovědec, profesor slovanské a baltské filologie (* 28. ledna 1936)
- 14. dubna – Věra Kubánková, herečka (* 22. července 1924)
- 16. dubna – Stanislav Procházka, zpěvák (* 7. srpna 1919)
- 6. května
  - Jan Velička, pornoherec (* 9. listopadu 1985)
  - Pavel Blažka, fyziolog vodních živočichů (* 6. listopadu 1948)
- 7. května – František Pelikán, výtvarník a pedagog (* 14. února 1935)
- 10. května – Jiří Chlíbec, hudební publicista a dramaturg (* 25. října 1928)
- 13. května
  - Vladimír Uher, fotograf (* 18. ledna 1925)
  - Jan Korger, lékař a politik (* 3. listopadu 1937)
- 14. května
  - Bohumil Kubát, olympionik a zápasník v řecko-římském zápase (* 14. února 1935)
  - Jaroslav Malina, malíř a grafik (* 5. prosince 1937)
- 17. května – Magdaléna Beranová, archeoložka (* 15. září 1930)
- 18. května – Richard Švandrlík, historik a zakladatel časopisu Hamelika (* 4. ledna 1934)
- 22. května – Adolf Born, malíř a karikaturista (* 12. června 1930)
- 23. května – Zdeněk Mézl, grafik a ilustrátor (* 31. října 1934)
- 24. května – Václav Veber, historik a pedagog (* 31. srpna 1931)
- 27. května – František Jakubec, fotbalista (* 12. dubna 1956)
- 30. května – Antonín Bartoněk, filolog (* 29. října 1926)
- 3. června – Pavel Holba, chemik, informatik a politik (* 10. srpna 1940)
- 9. června – Radomír Čihák, lékař a profesor anatomie (* 30. května 1928)
- 10. června – Květoslav Hísek, malíř, grafik a ilustrátor (* 26. března 1931)
- 13. června – Karel Říha, katolický kněz, jezuita a filosof (* 11. května 1923)
- 16. června – Luděk Macela, fotbalový obránce (* 3. října 1950)
- 18. června – František Kautman, literární historik, rusista a spisovatel (* 8. ledna 1927)
- 19. června – Josef Čaloun, fotbalový brankář (* 18. června 1946)
- 25. června – Jaroslav Opěla, dirigent (* 22. května 1935)
- 3. července – Josef Grösser, ministr vnitra České socialistické republiky (* 18. října 1923)
- 5. července – Zdeněk Neubauer, filosof a biolog (* 30. května 1942)
- 8. července
  - Stanislav Bečička, římskokatolický duchovní (* 4. února 1926)
  - Milan Myška, historik (* 13. dubna 1933)
- 10. července – Oldřich Blaha, hudební skladatel a klavírista (* 17. července 1930)
- 12. července – Antonín Rükl, popularizátor astronomie a selenograf (* 22. září 1932)
- 13. července – Jaromír Klempíř, hudebník (* 5. června 1944)
- 17. července – Karel Šerák, veterán druhé světové války a tankista (* 20. července 1923)
- 18. července – Augustin Palát, sinolog, překladatel, diplomat a pedagog (* 16. února 1923)
- 24. července – Bohuslav Kokotek, evangelický duchovní, publicista, aktivista a politik (* 16. června 1949)
- 31. července
  - Jan Sedlák, historik umění (* 24. června 1943)
  - Libor Ševčík, žurnalista a publicista (* 5. února 1946)
- 5. srpna – Jan Šebenda, docent chemie na VŠCHT a badatel v oblasti makromolekulární chemie (* 22. června 1927)
- 7. srpna
  - Libuše Rogozová-Kocourková, herečka (* 24. září 1921)
  - Josef Kolečko, fotbalista (* 16. července 1945)
- 10. srpna – Radim Vašinka, herec a divadelní režisér (* 26. května 1935)
- 17. srpna – Luboš Antonín, filozof, literární historik a knihovník (* 22. června 1952)
- 26. srpna – Jiří Tichý, fotbalista (* 6. prosince 1933)
- 28. srpna – Jindřiška Švecová, režisérka dabingu zahraničních filmů (* 15. července 1952)
- 30. srpna – Věra Čáslavská, mistryně světa a Evropy ve sportovní gymnastice, sedminásobná olympijská vítězka (* 3. května 1942)
- 5. září – Jaroslav Jareš, fotbalista (* 21. března 1930)
- 9. září – Zdeněk Měřínský, archeolog a historik (* 16. ledna 1948)
- 10. září
  - Ivo Možný, sociolog (* 31. srpna 1932)
  - Vítězslava Klimtová, malířka a spisovatelka (* 25. ledna 1941)
  - Pavel Lainka, hokejový rozhodčí (* 22. června 1992)
- 12. září – Josef Špak, duchovní a šestý biskup-patriarcha Církve československé husitské (* 10. července 1929)
- 13. září – Jiří Poláček, fotograf (* 6. června 1946)
- 18. září – Jiří Havel, básník a spisovatel (* 27. července 1924)
- 20. září – Miroslav Košler, sbormistr, dirigent a pedagog (* 25. července 1931)
- 23. září – František Vacovský, hokejista (* 13. května 1926)
- 26. září – Karel Růžička, klavírista, skladatel a pedagog (* 2. června 1940)
- 3. října – Jan Kozák, basketbalista a trenér (* 5. července 1929)
- 8. října – Tomáš Valík, herec (* 22. prosince 1964)
- 10. října – Libuše Šilhánová, novinářka a socioložka (* 10. dubna 1929)
- 22. října – Josef Mandík, politik a předseda Českého svazu včelařů (* 4. prosince 1945)
- 23. října – Ivo Vasiljev, koreanista a vietnamista (* 29. května 1935)
- 28. října – František Kacafírek, houslista rockové kapely Tři sestry (* 4. února 1956)
- 29. října
  - Libor Topolánek, hokejbalový útočník (* 10. ledna 1983)
  - Bedřich Opočenský, válečný veterán (* 24. květen 1924)
- 30. října – Zdeněk Hrášek, kytarista a hudebník (* 19. února 1954)
- 4. listopadu – Stanislav Hnělička, válečný veterán (* 12. února 1922)
- 6. listopadu – Luboš Jednorožec, bývalý politický vězeň (* 1925)
- 7. listopadu – Zdeněk Altner, advokát (* 3. října 1947)
- 9. listopadu – Jiří Všetečka, fotograf (* 12. října 1937)
- 10. listopadu
  - Vlado Štancel, moderátor a herec (* 3. září 1964)
  - Karel Hlušička, herec (* 25. srpna 1924)
- 24. listopadu – František Peterka, herec (* 17. března 1922)
- 28. listopadu – Michal Plocek, veslař-skifař, juniorský mistr Evropy a světa (* 17. dubna 1994)
- 30. listopadu – Anna Procházková, politička Občanské demokratické strany (* 1952)
- 4. prosince – Radim Hladík, rockový kytarista, skladatel, producent a pedagog (* 13. prosince 1946)
- 7. prosince
  - Jaromír Hnilička, trumpetista, hudební aranžér, skladatel, jazzový hudebník a hudební pedagog (* 11. února 1932)
  - Josef Mixa, herec, režisér a divadelní ředitel (* 27. února 1921)
- 14. prosince – Daisy Mrázková, spisovatelka, výtvarnice a autorka knížek pro děti (* 5. květen 1923)
- 16. prosince – Imrich Gablech, vojenský pilot, účastník druhé světové války (* 4. listopadu 1915)
- 22. prosince – Pavel Bohumil Petřina, katolický kněz, administrátor a emeritní převor strahovské kanonie 2. ledna 1926)
- 23. prosince – Luba Skořepová, herečka, spisovatelka, autorka divadelní hry, dlouholetá členka činohry Národního divadla v Praze (* 21. září 1923)
- 24. prosince – Jiří Smetana, muzikant, skladatel a hudební producent (* 16. prosince 1945)
- 26. prosince
  - Petr Hájek, vědec v oblasti matematické logiky a profesor matematiky (* 6. února 1940)
  - Jindřich Urbánek, právník a soudce Nejvyššího soudu, zabývající se trestním právem (* 22. června 1951)
- 27. prosince – Václav Teplý, katolický kněz, salesián a disident (* 18. prosince 1928)
- 30. prosince
  - Lojza Baránek, malíř (* 6. února 1932)
  - Bartoloměj Josef Kulhavý, katolický duchovní, dominikán a vysokoškolský učitel (* 6. března 1921)
- 31. prosince
  - Jiří Schoenbauer, operní a muzikálový zpěvák (* 4. květen 1949)
  - Karel Bělohoubek, hudební skladatel, dirigent, klarinetista a fagotista (* 29. prosince 1942)

### Svět
- 1. ledna

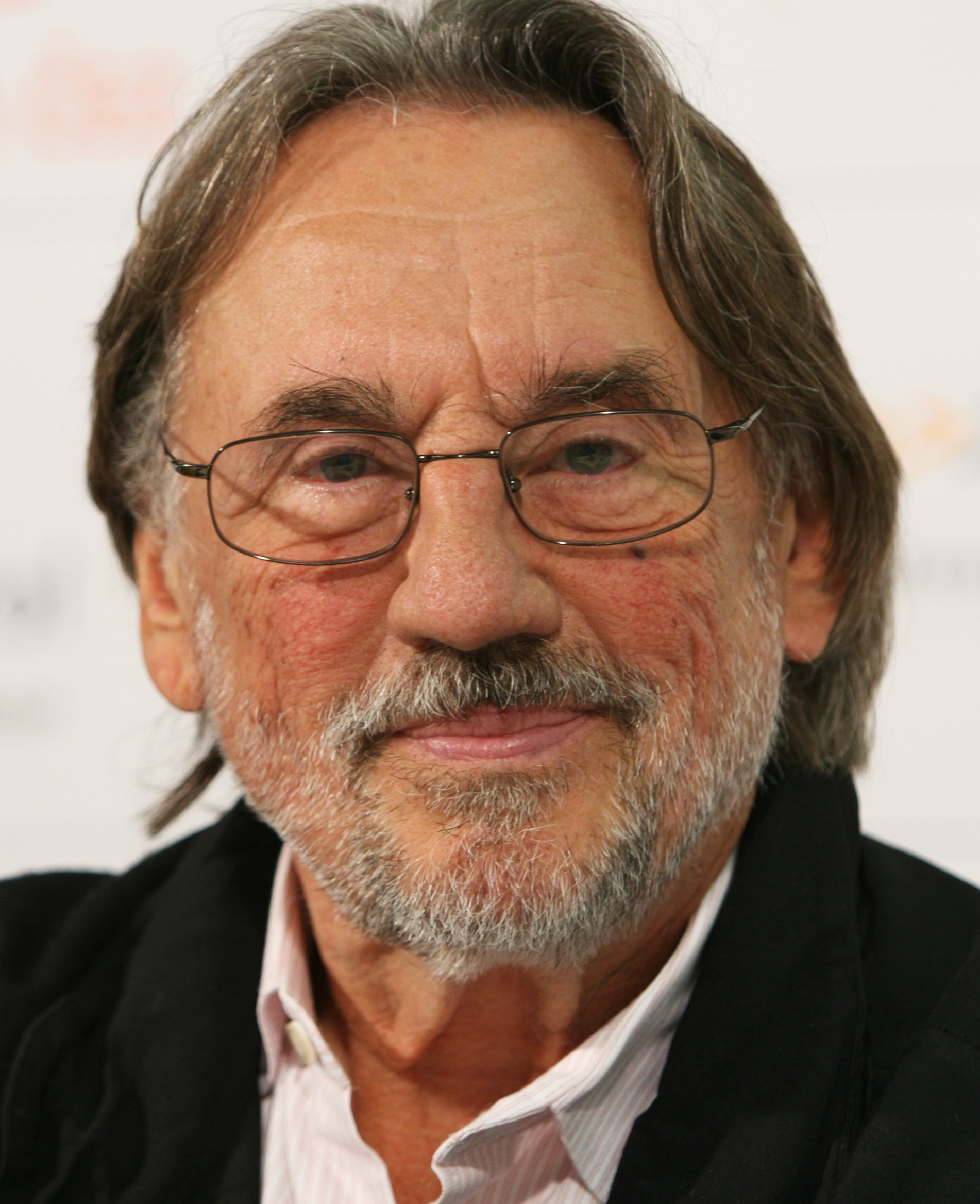
Vilmos Zsigmond († 1. leden)

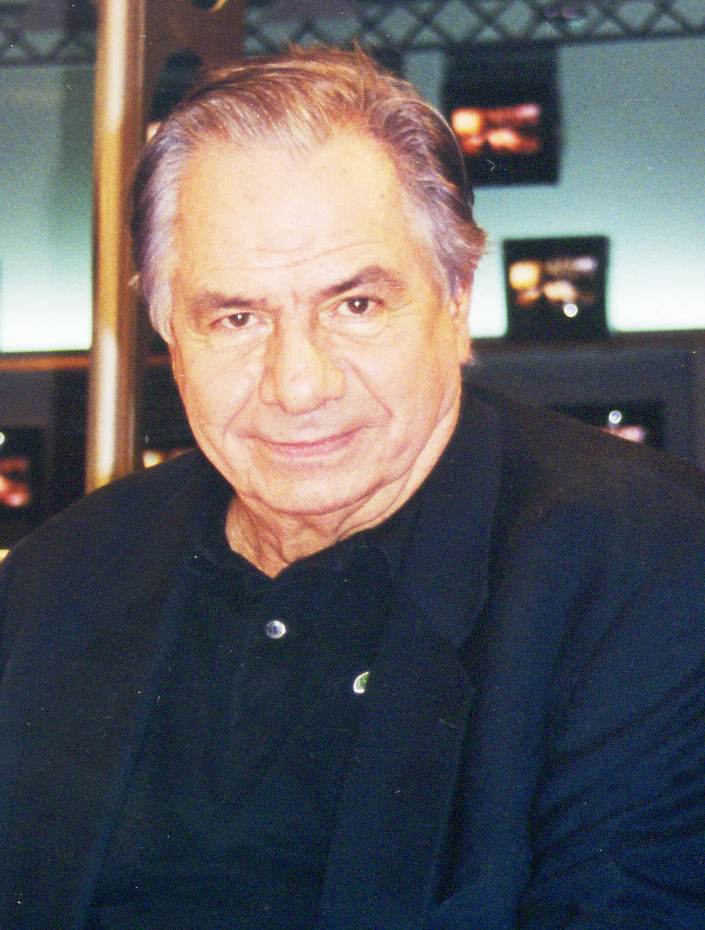
Michel Galabru († 4. leden)

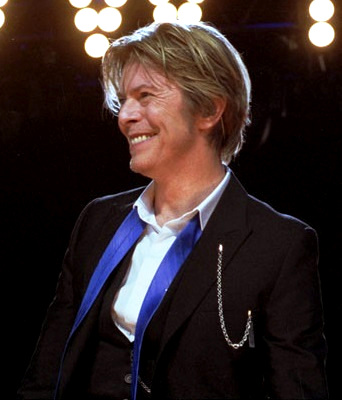
David Bowie († 10. leden)

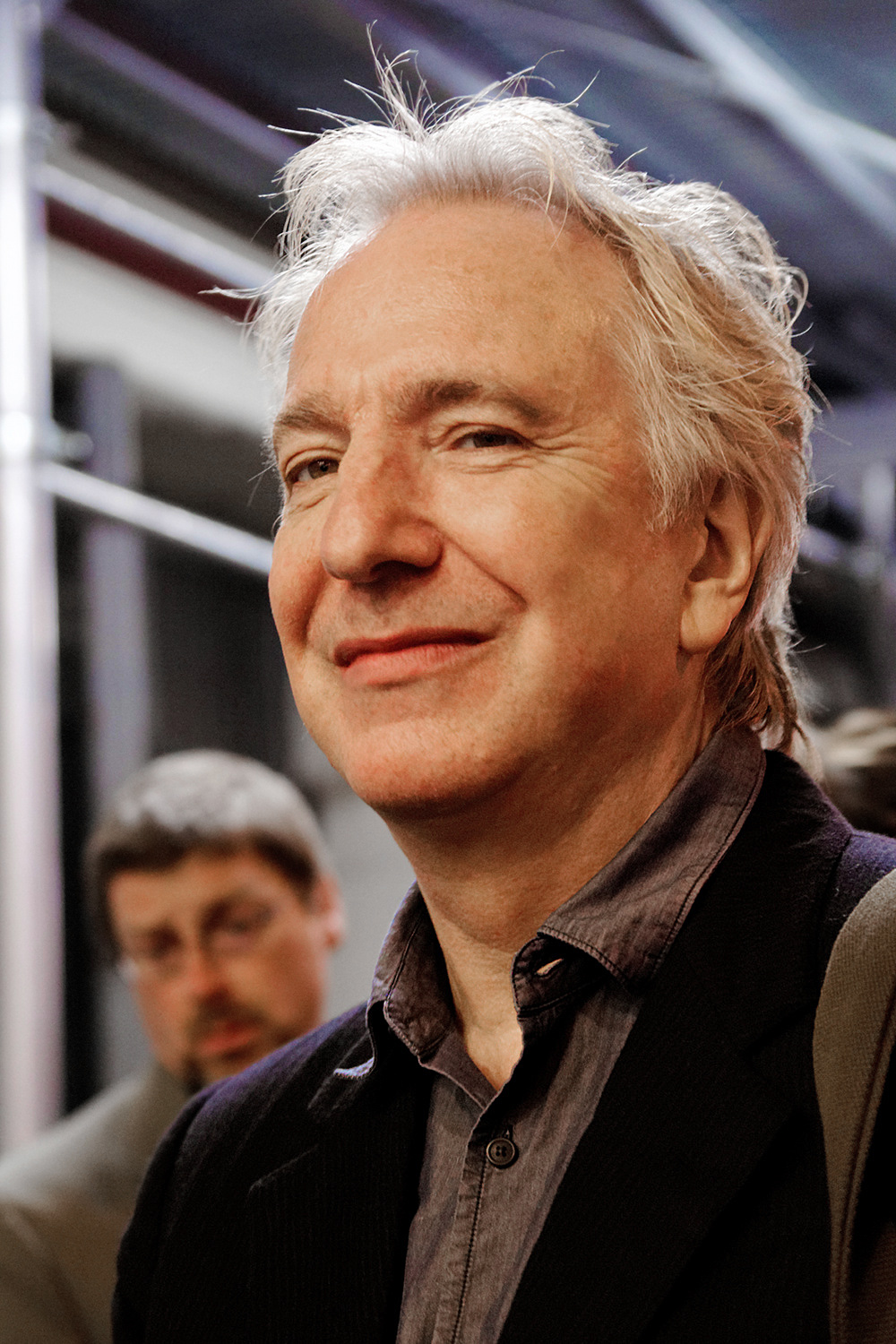
Alan Rickman († 14. leden)

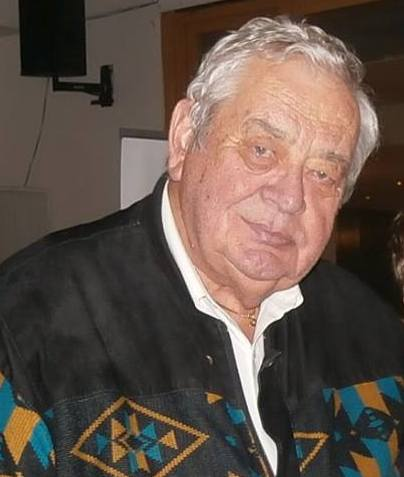
Karol Polák († 17. leden)

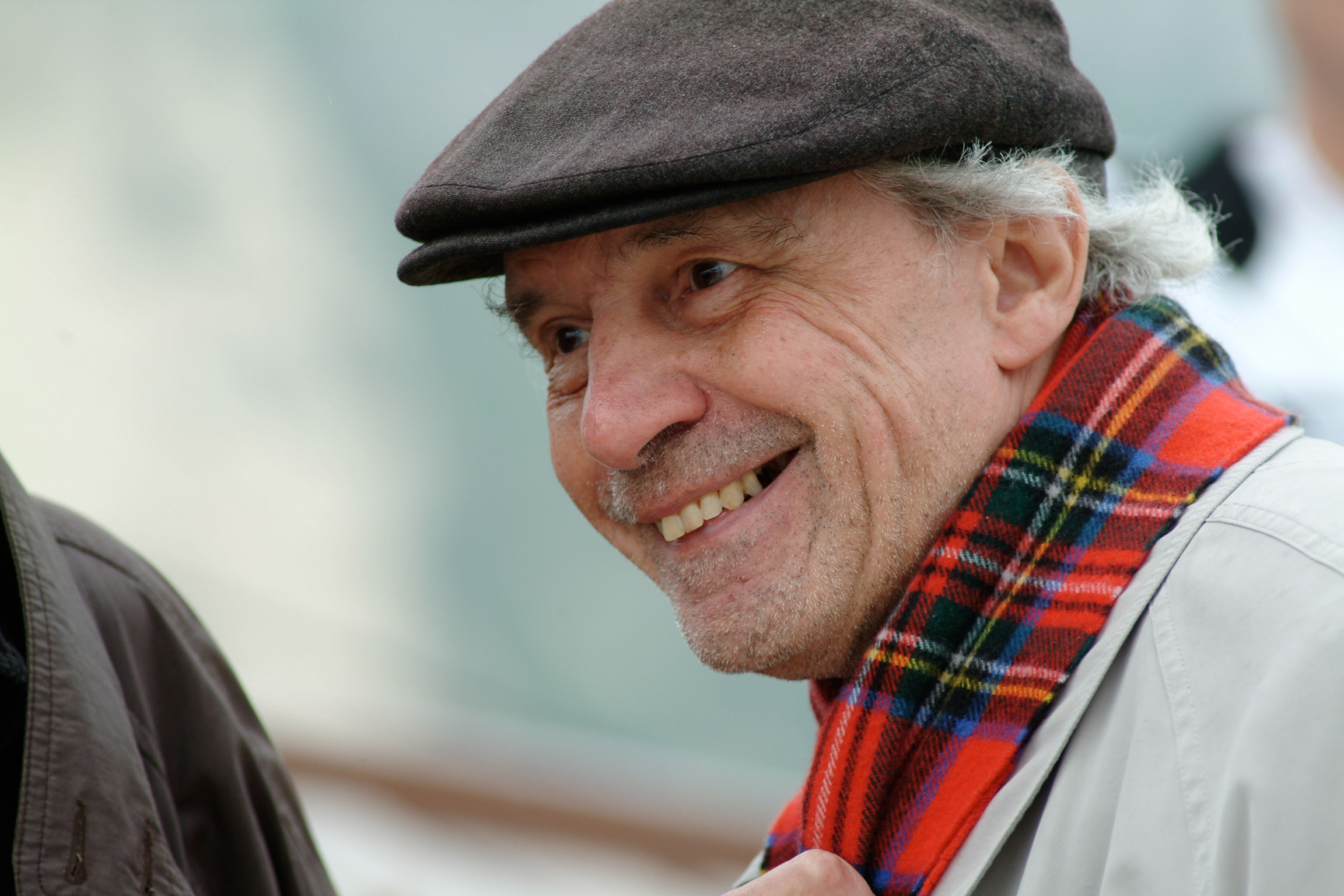
Jacques Rivette († 29. leden)

Butrus Butrus-Ghálí († 16. únor)

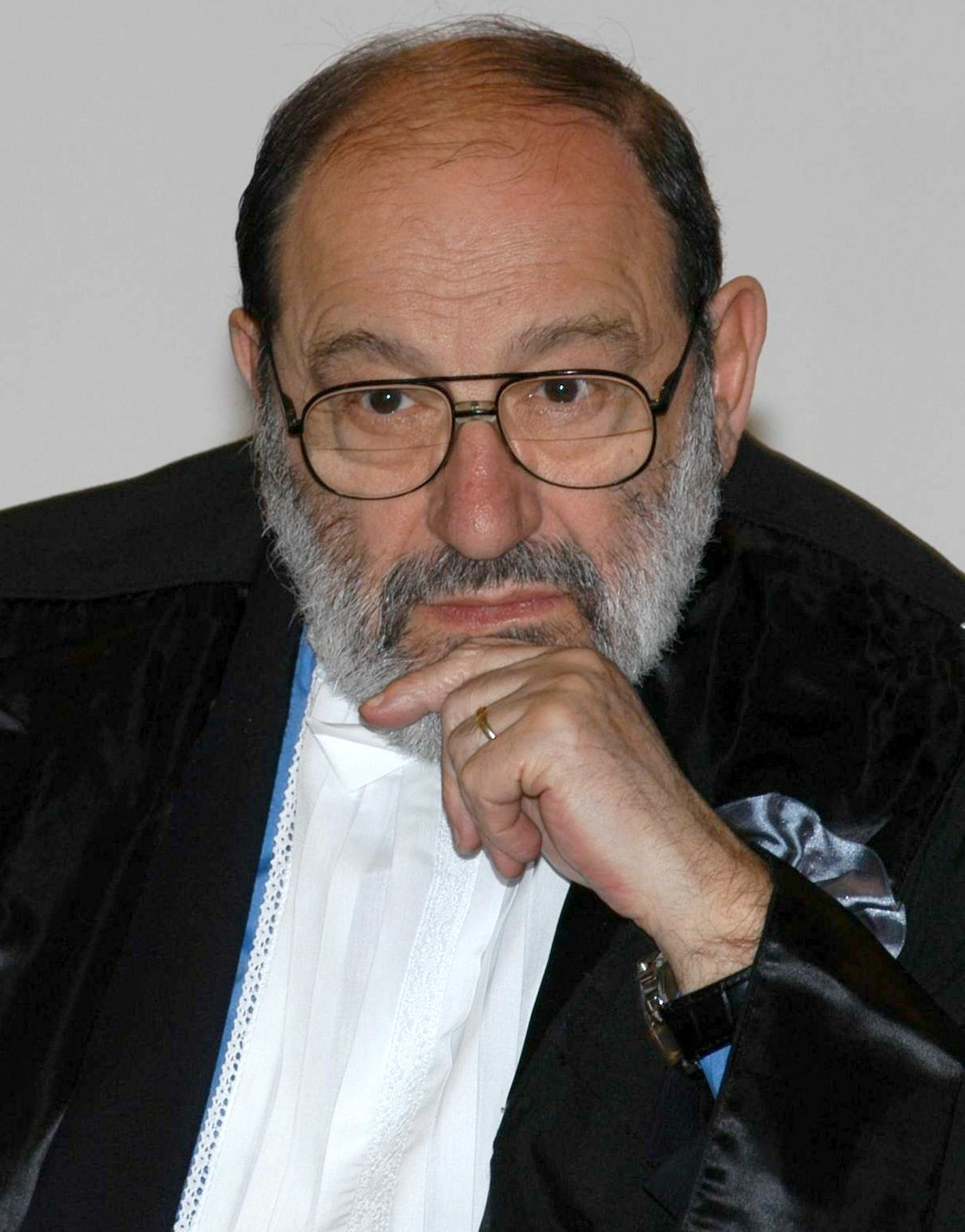
Umberto Eco († 19. únor)

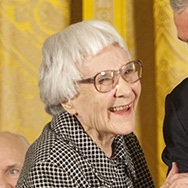
Harper Leeová († 19. únor)

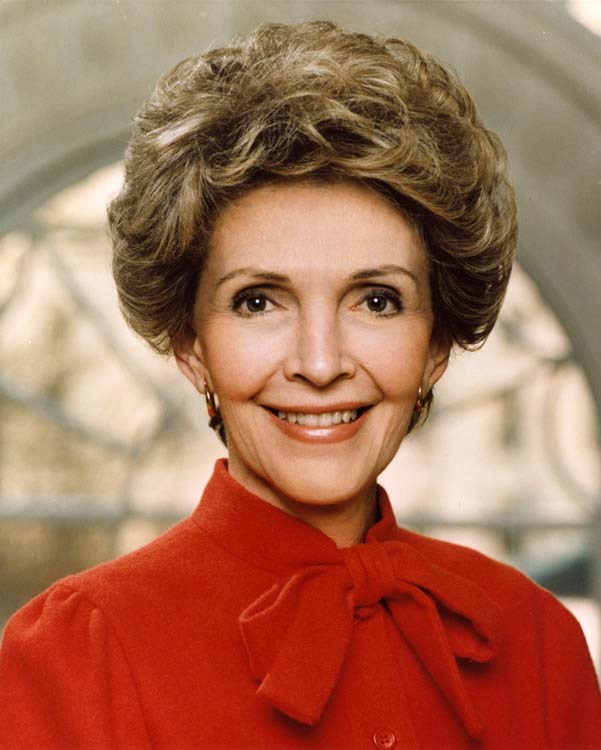
Nancy Reaganová († 6. březen)

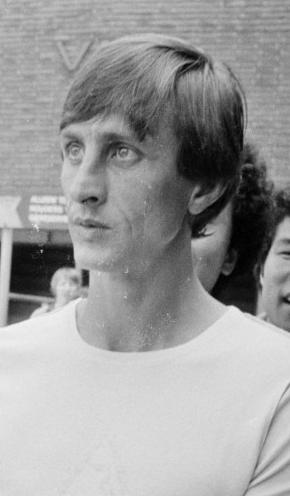
Johan Cruijff († 24. březen)

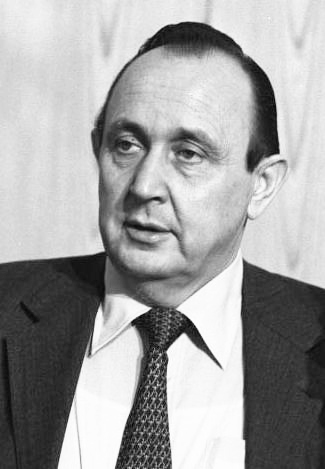
Hans-Dietrich Genscher († 31. březen)

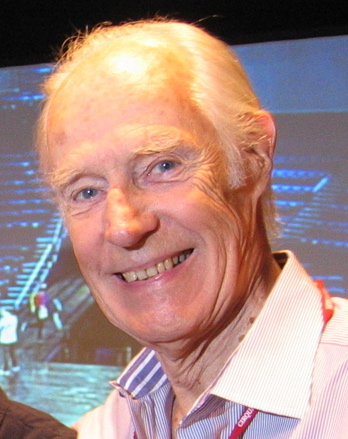
George Martin († 8. březen)

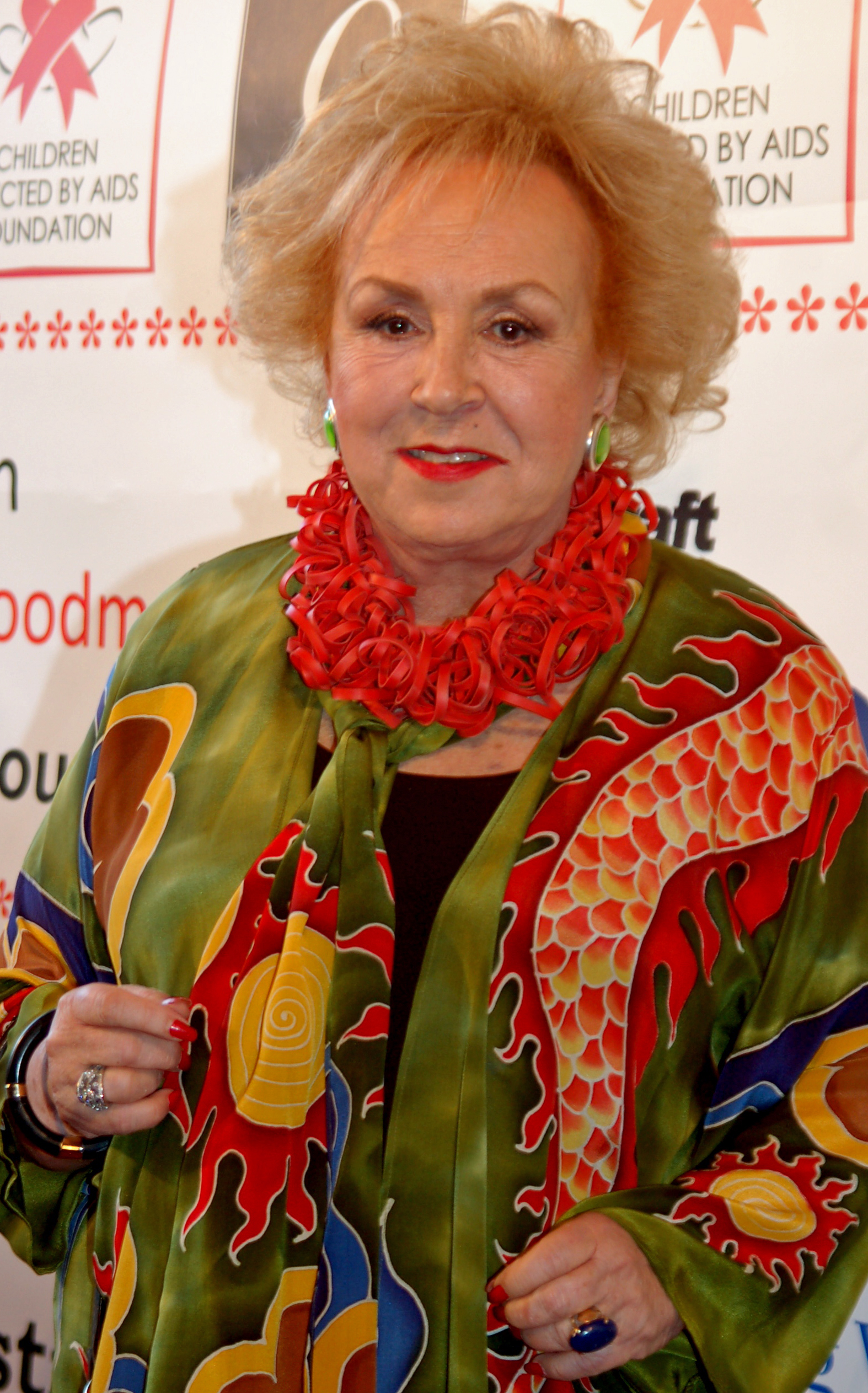
Doris Robertsová († 17. duben)

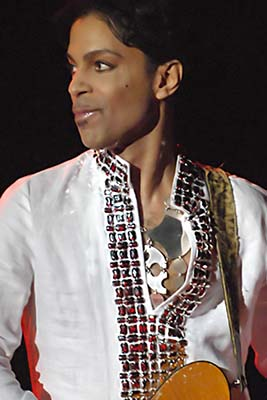
Prince († 21. duben)

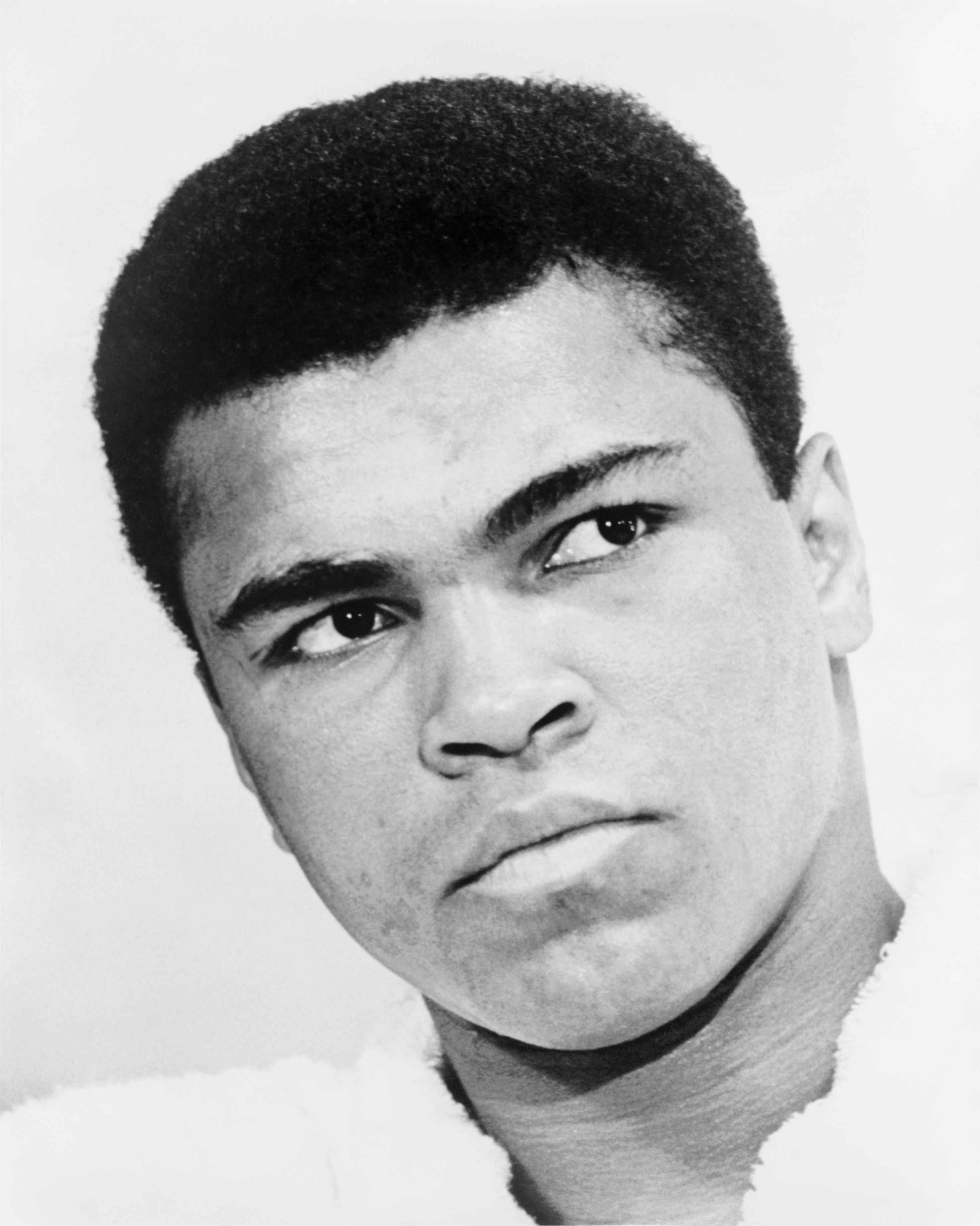
Muhammad Ali († 3. červen)

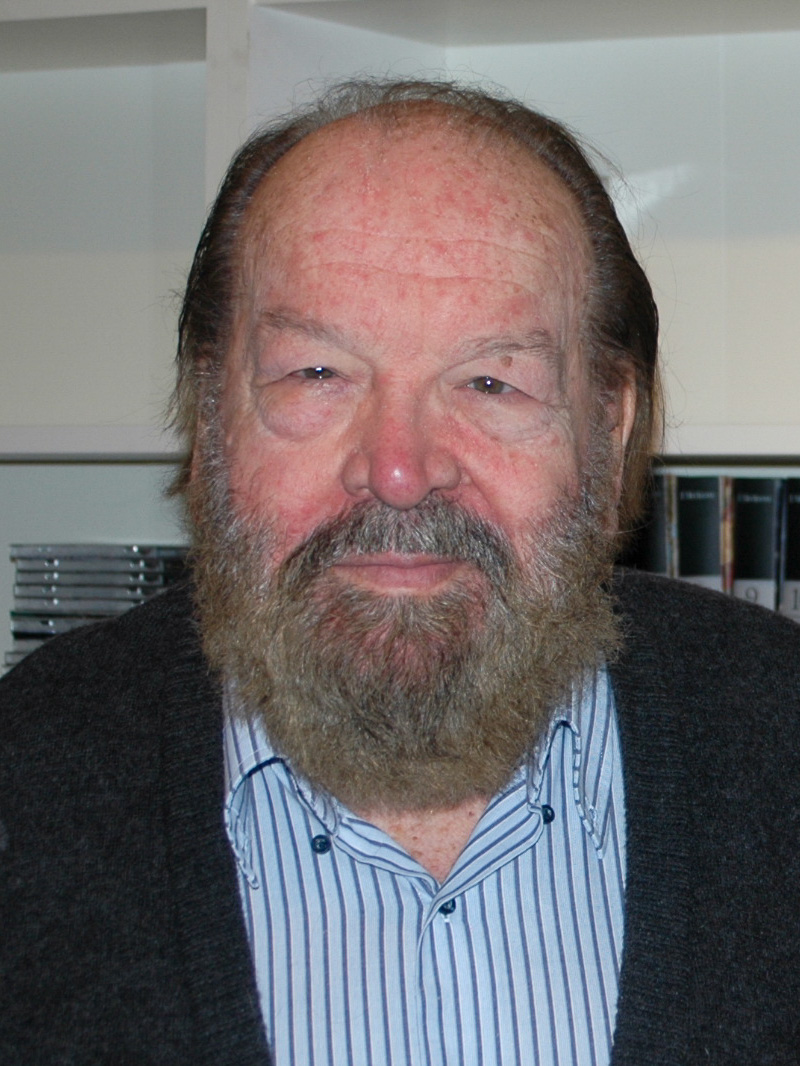
Bud Spencer († 27. červen)

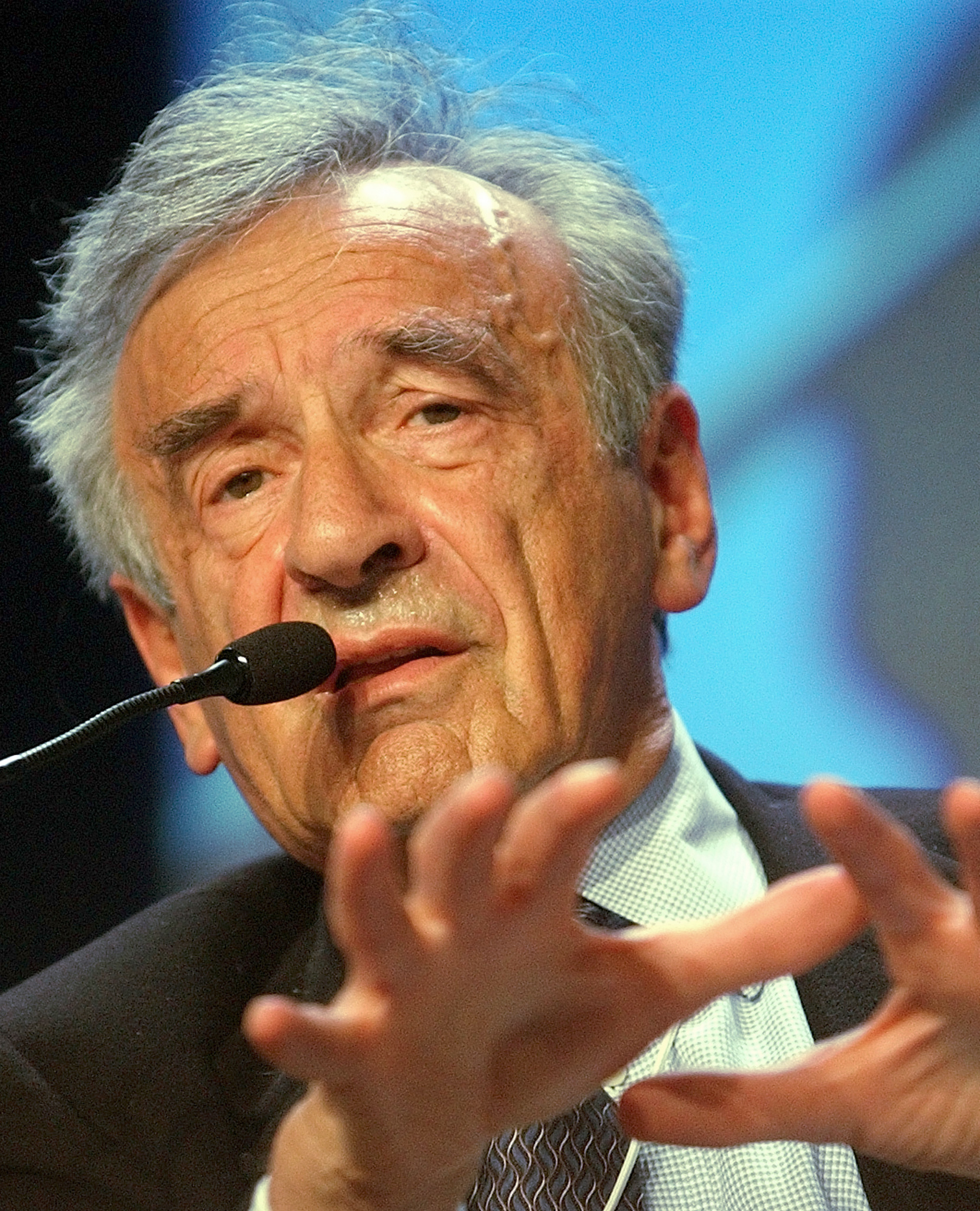
Elie Wiesel († 2. červenec)

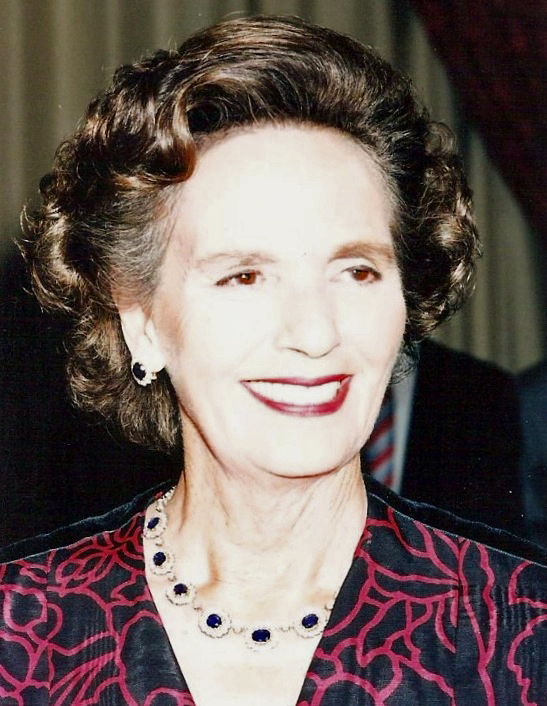
Anna Bourbonsko-Parmská († 1. srpen)

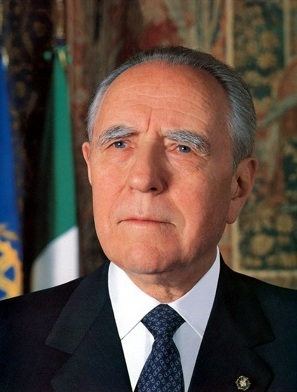
Carlo Azeglio Ciampi († 16. září)

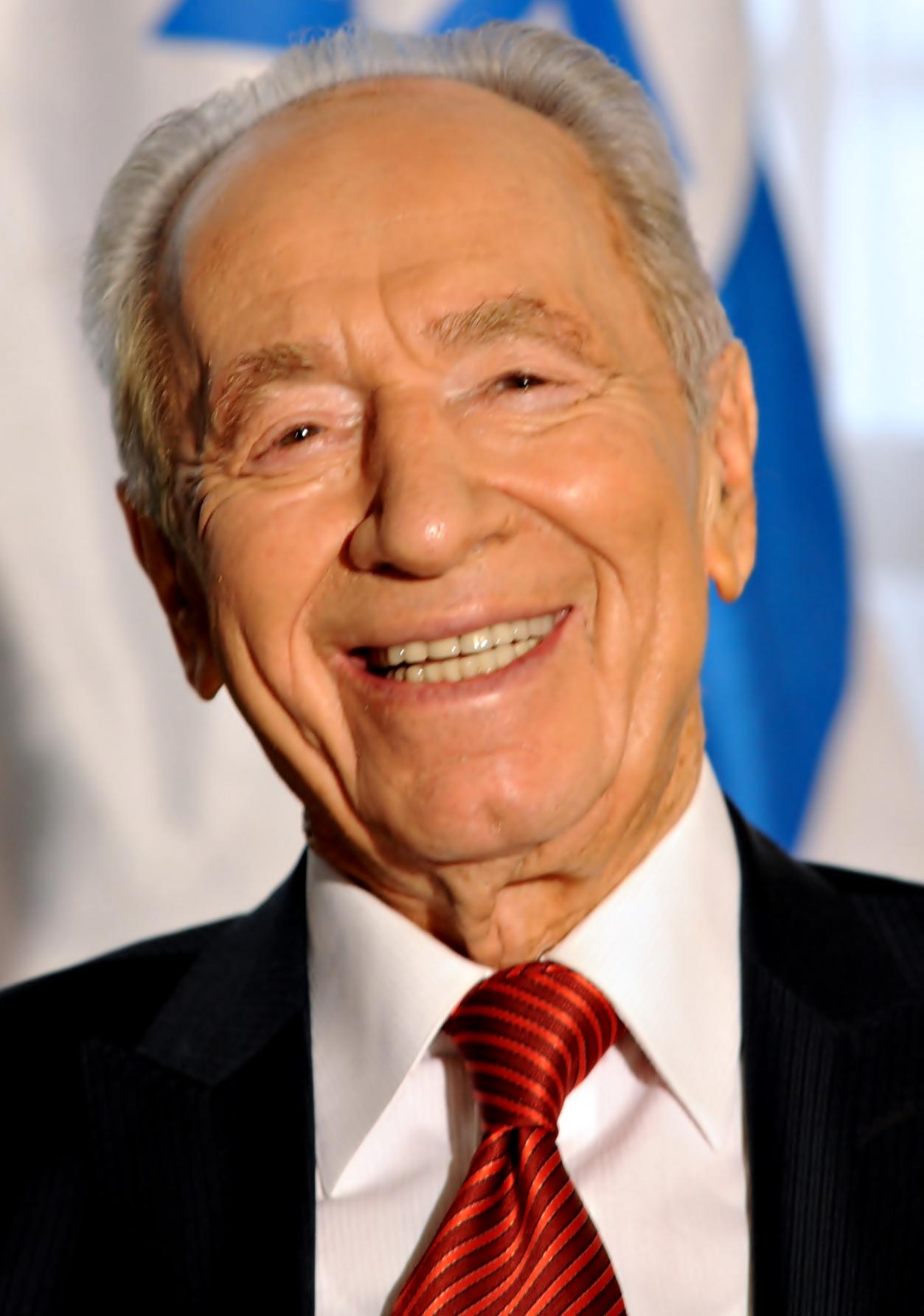
Šimon Peres († 28. září)

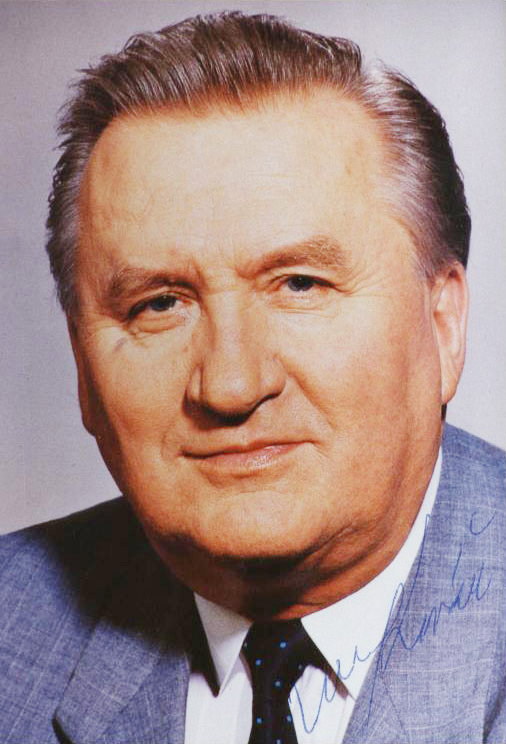
Michal Kováč († 5. říjen)

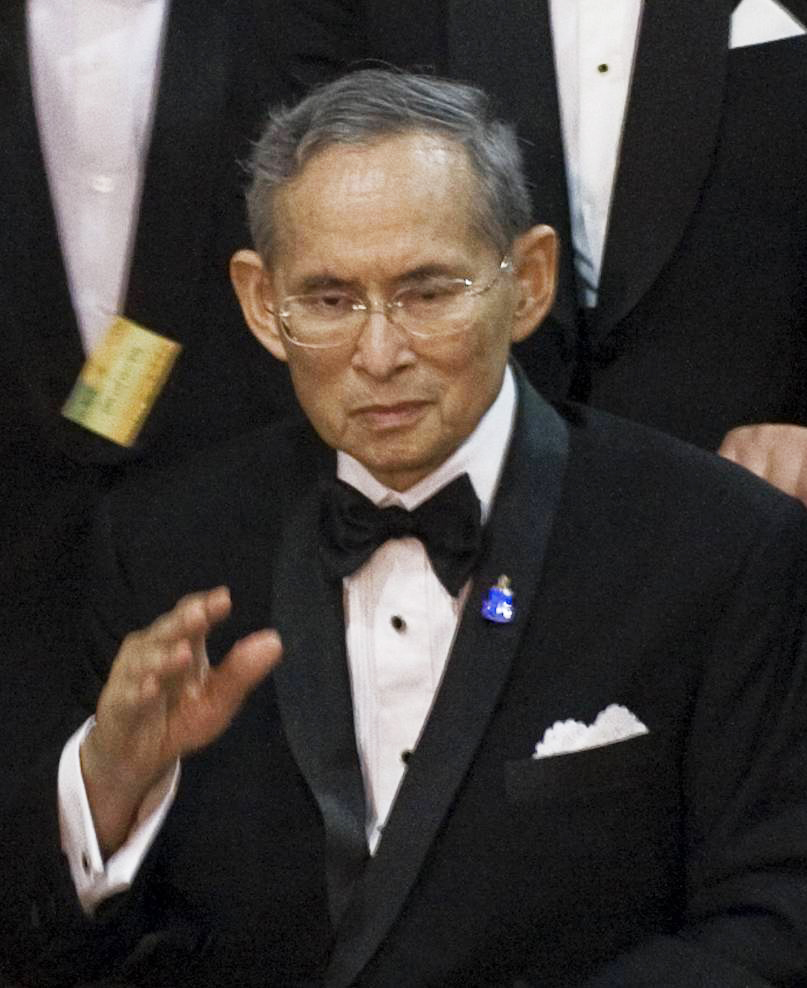
Pchúmipchon Adunjadét († 13. říjen)

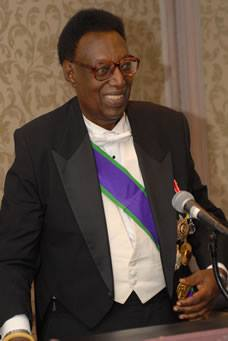
Kigeli V. († 16. říjen)

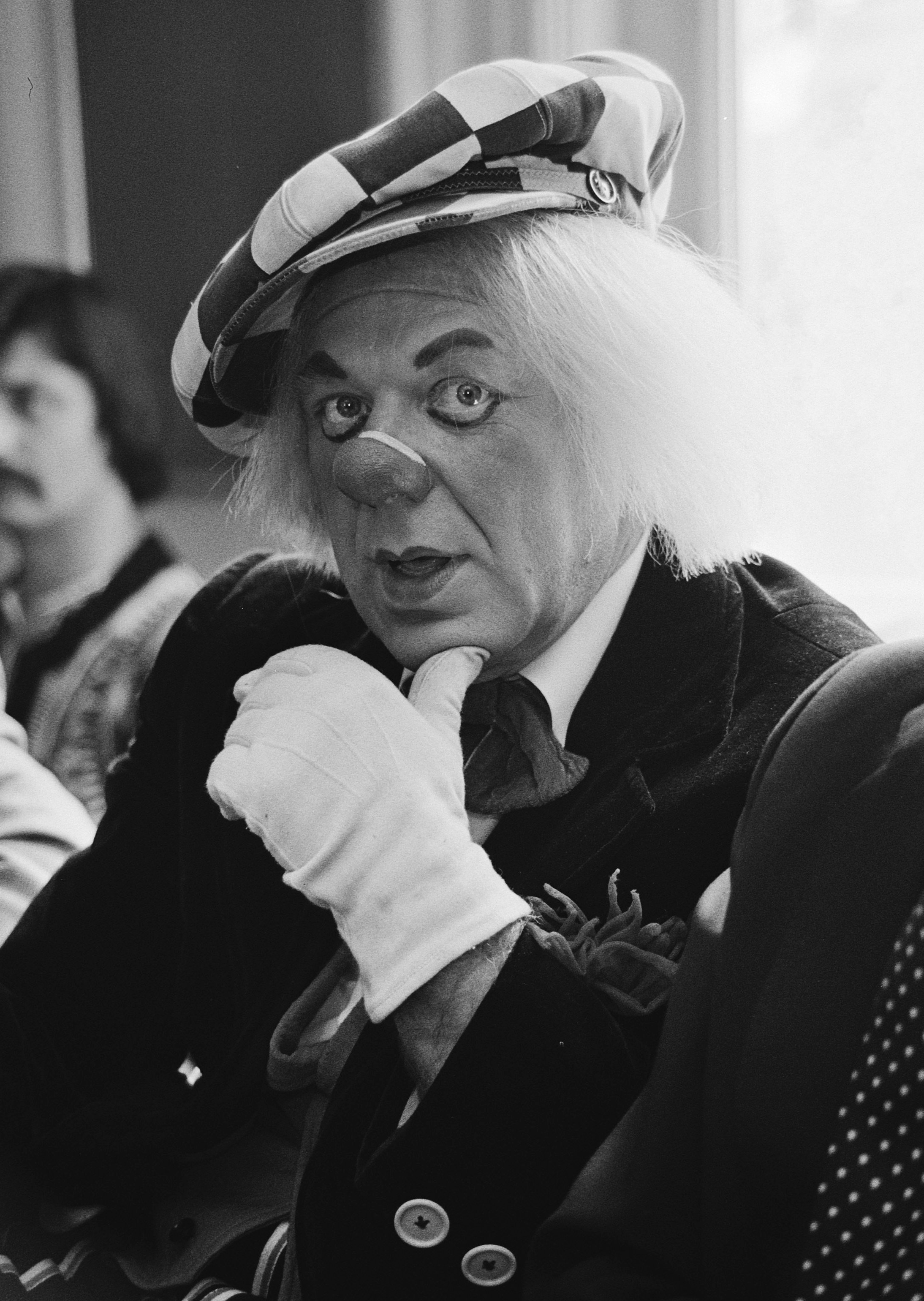
Oleg Popov († 2. listopad)

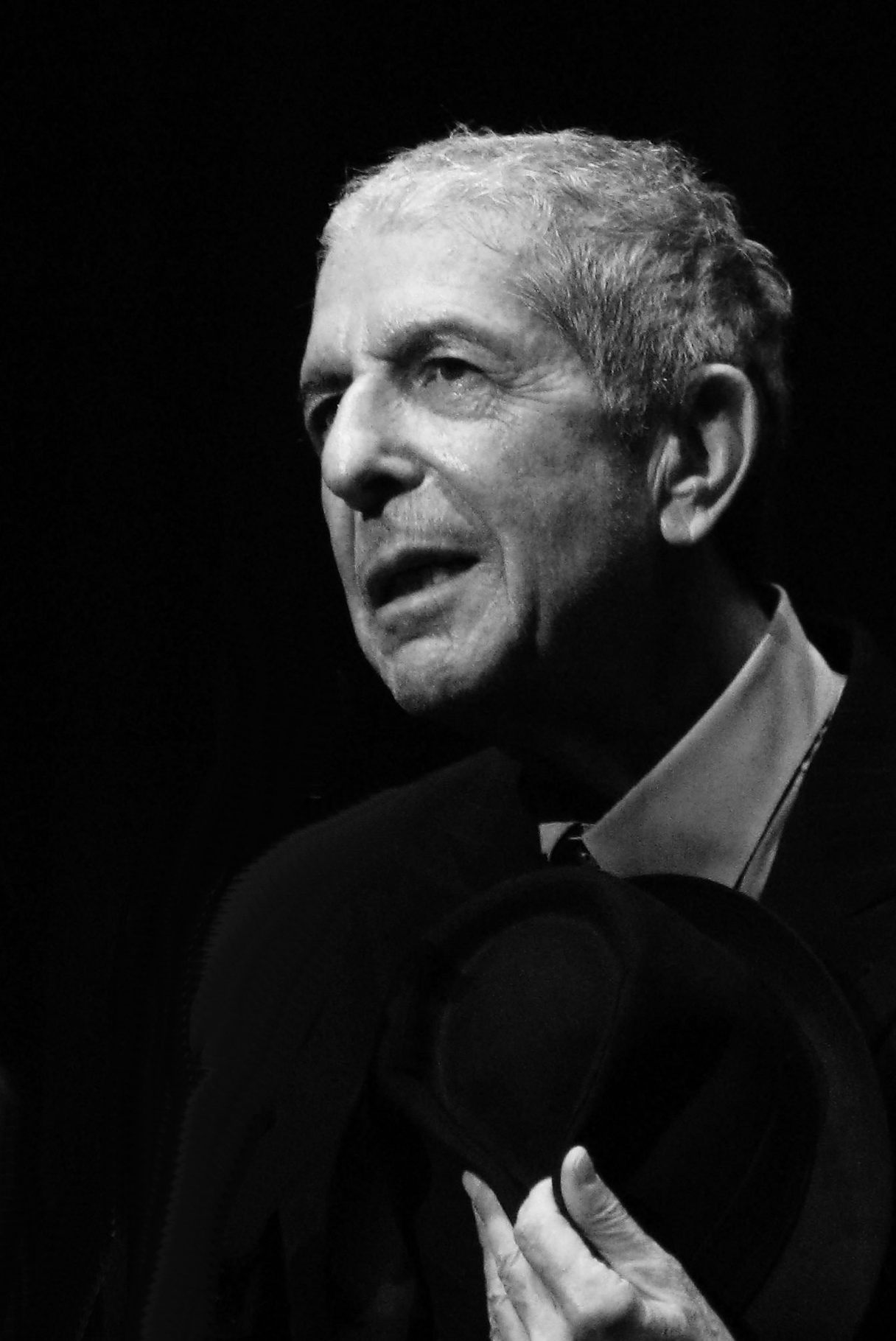
Leonard Cohen († 7. listopad)

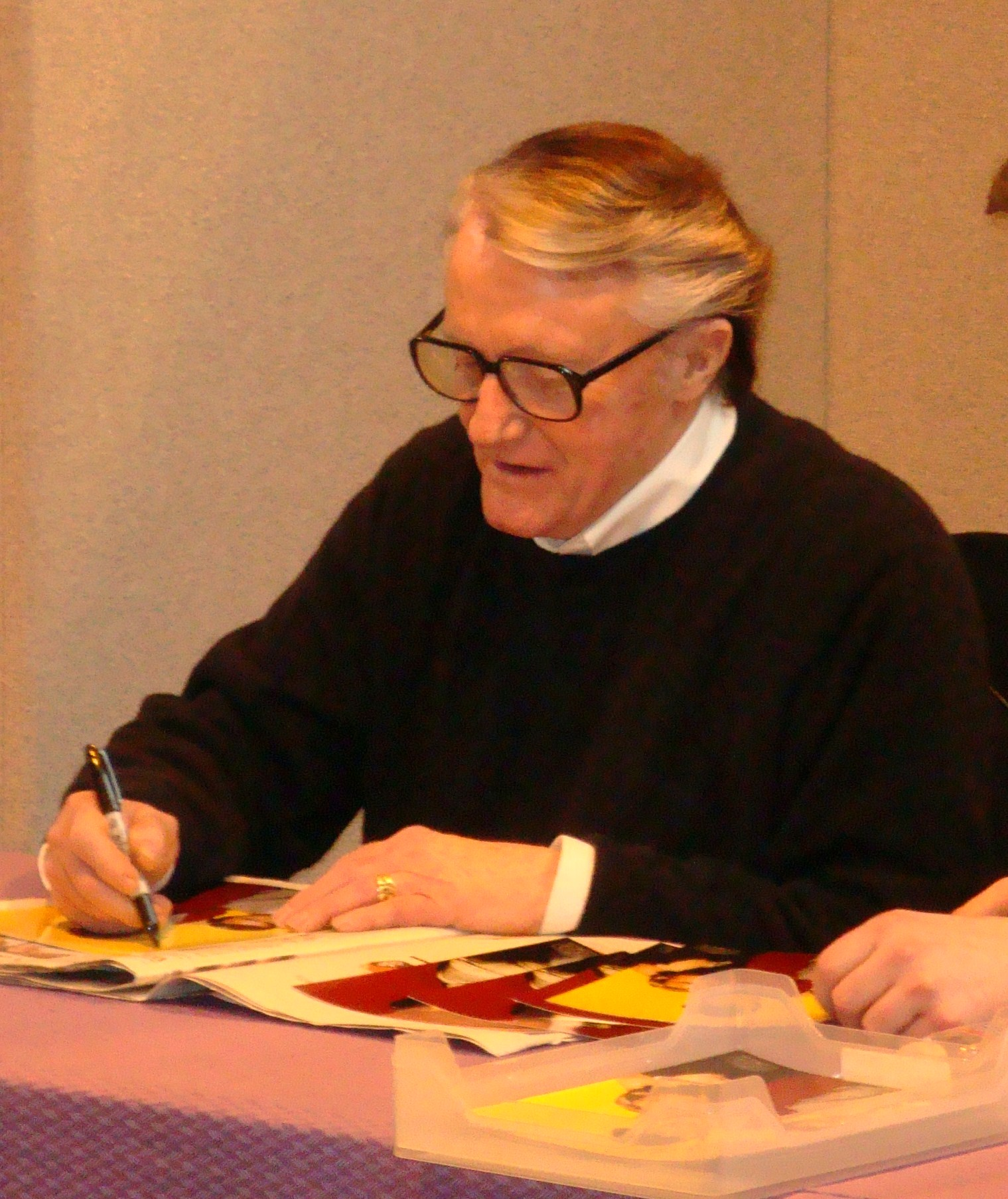
Robert Vaughn († 11. listopad)

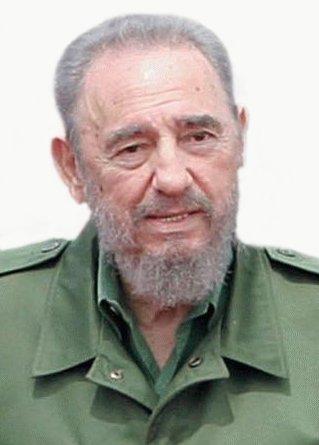
Fidel Castro († 25. listopad)

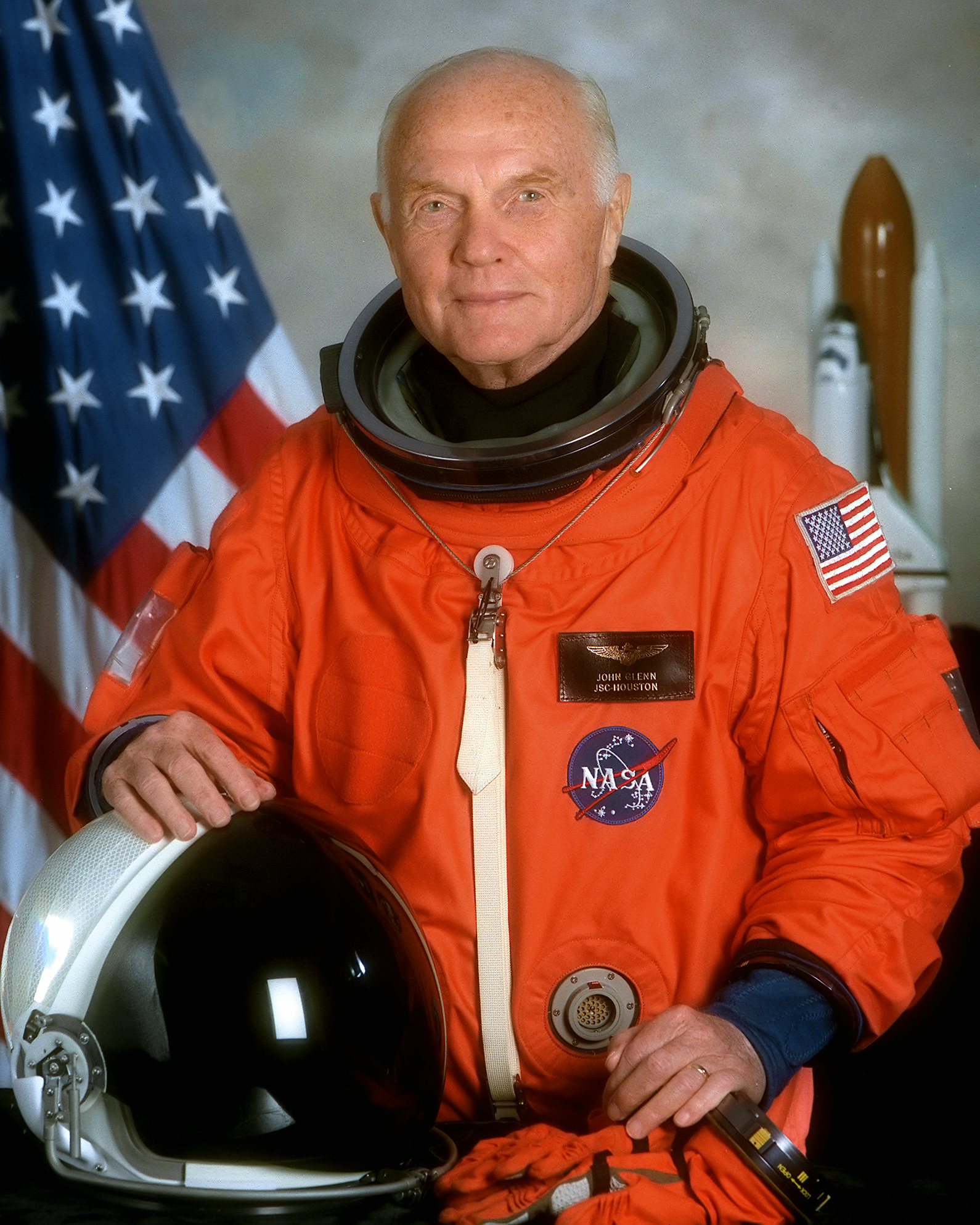
John Glenn († 8. prosinec)

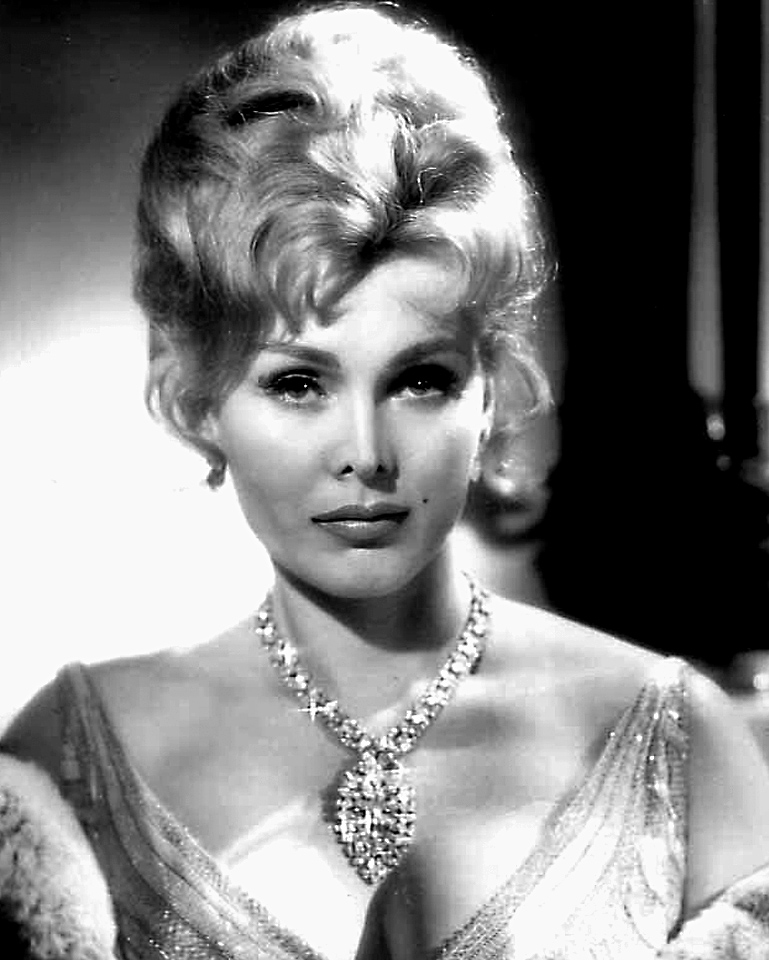
Zsa Zsa Gaborová († 18. prosinec)

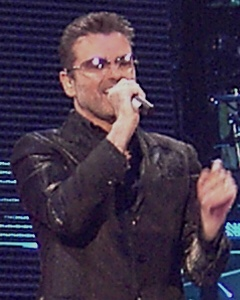
George Michael († 25. prosinec)

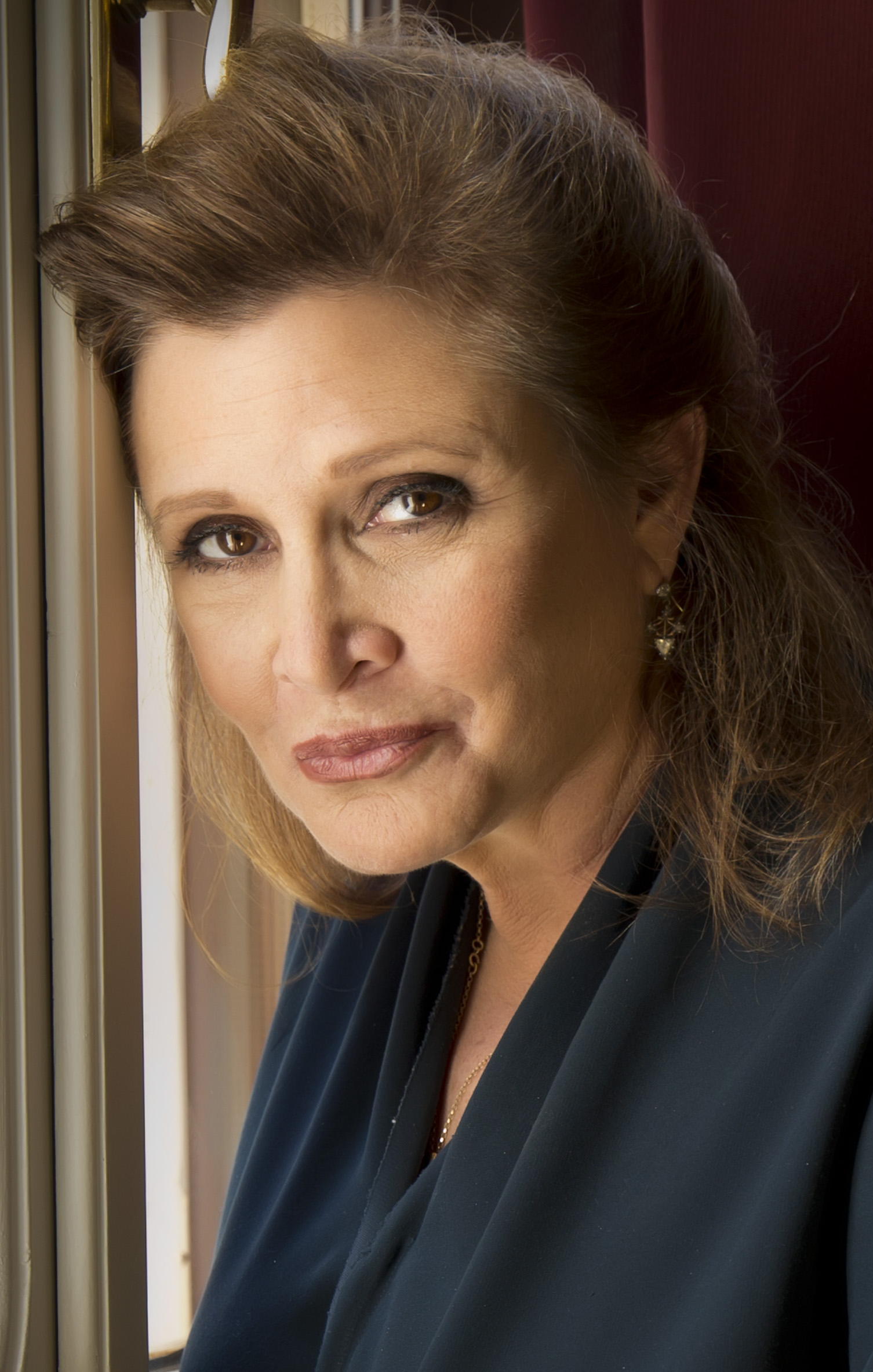
Carrie Fisher († 27. prosinec)

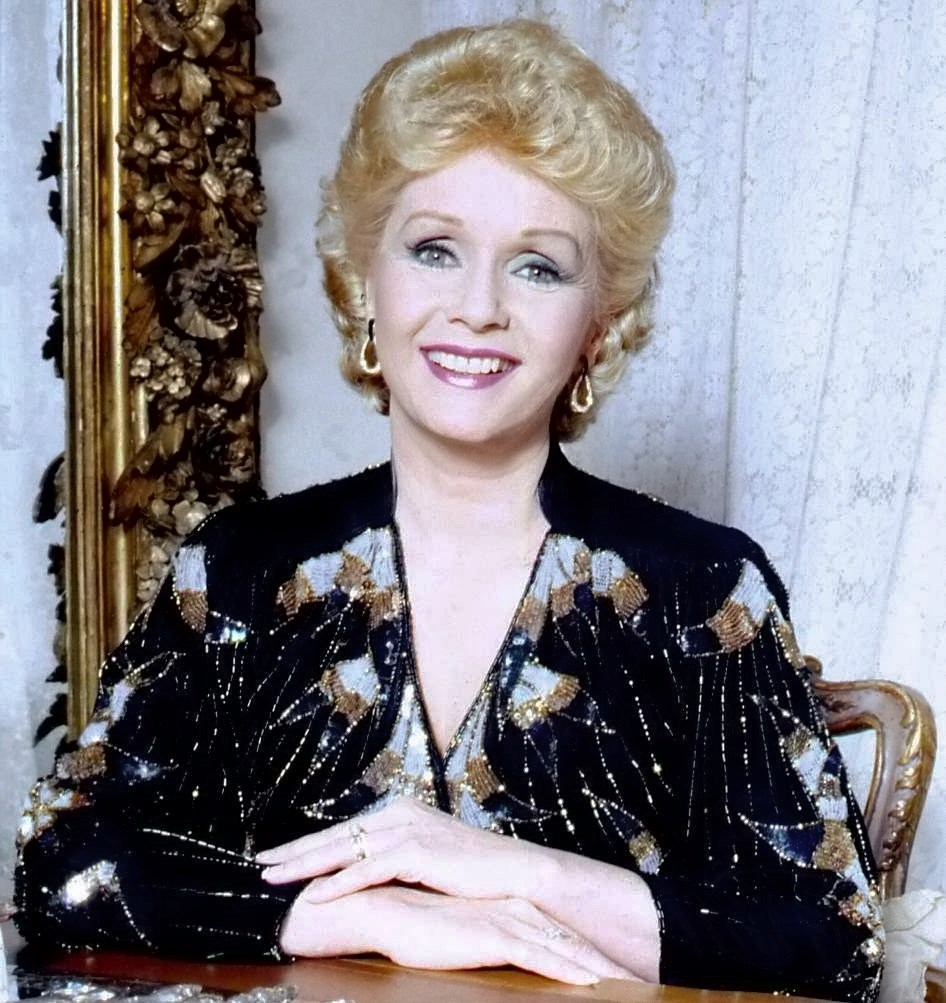
Debbie Reynoldsová († 28. prosinec)

  - Vilmos Zsigmond, maďarsko-americký kameraman (* 16. června 1930)
  - Eduard Hájek, slovenský akademický malíř, ilustrátor, grafik, typograf a sochař (* 18. února 1928)
- 2. ledna – Nimr Bákir an-Nimr, šíitský klerik (* 21. června 1959)
- 3. ledna
  - Paul Bley, kanadský free-jazzový klavírista (* 10. října 1932)
  - Peter Naur, dánský informatik a držitel Turingovy ceny (* 25. října 1928)
  - Igor Sergun, ruský generálplukovník (* 28. března 1957)
- 4. ledna
  - Michel Galabru, francouzský herec (* 27. října 1922)
  - László Bulcsú, chorvatský jazykovědec, spisovatel a překladatel (* 9. listopadu 1922)
  - Marián Semančík, slovenský fotbalista (* 1948)
- 5. ledna
  - Pierre Boulez, francouzský skladatel a dirigent (* 26. března 1926)
  - Anatolij Roščin, sovětský zápasník, reprezentant v zápase řecko-římském, olympionik (* 10. března 1932)
- 7. ledna
  - André Courrèges, francouzský módní návrhář (* 9. března 1923)
  - Anton Srholec, slovenský duchovní (* 12. června 1929)
  - Earl McGrath, americký hudební producent (* 1. prosince 1931)
- 9. ledna – Pierre Jodet, francouzský cyklokrosař (* 8. dubna 1924)
- 10. ledna – David Bowie, britský zpěvák (* 8. ledna 1947)
- 12. ledna – Robert Black, skotský sériový vrah (* 21. dubna 1947)
- 14. ledna
  - Alan Rickman, britský herec (* 21. února 1946)
  - René Angélil, kanadský zpěvák a režisér (* 16. ledna 1942)
  - Leonid Žabotinskij, sovětský vzpěrač a olympionik (* 28. ledna 1938)
- 17. ledna
  - Karol Polák, slovenský sportovní komentátor (* 7. září 1934)
  - Ion Panțuru, rumunský bobista a olympionik (* 11. září 1934)
- 18. ledna
  - Glenn Frey, americký zpěvák a herec (* 6. listopadu 1948)
  - Michel Tournier, francouzský spisovatel (* 19. prosince 1924)
  - Mike MacDowel, britský automobilový závodník (* 13. září 1932)
- 22. ledna – Ivan Bilský, slovenský fotbalista (* 16. července 1955)
- 23. ledna – Jimmy Bain, britský hudebník a skladatel (* 19. prosince 1947)
- 24. ledna
  - Marvin Minsky, americký vědec (* 9. srpna 1927)
  - Henry Worsley, anglický cestovatel (* 4. října 1960)
- 27. ledna – Artur Fischer, německý vynálezce a podnikatel (* 31. prosince 1919)
- 28. ledna
  - Paul Kantner, americký hudebník (* 17. března 1941)
  - Aleš Debeljak, jugoslávský, posléze slovinský spisovatel (* 25. prosince 1961)
- 29. ledna – Jacques Rivette, francouzský režisér a herec (* 1. března 1928)
- 30. ledna – Frank Finlay, anglický herec (* 6. srpna 1926)
- 1. února – Paul Pholeros, australský architekt (* 1953)
- 4. února
  - Edgar Mitchell, americký astronaut (* 17. září 1930)
  - Dragoljub Živojinović, srbský historik (* 17. dubna 1934)
- 5. února – Leopold Haverl, slovenský herec (* 16. února 1936)
- 7. února
  - Konstantinos Despotopoulos, řecký filozof a intelektuál (* 8. února 1913)
  - Fred Oberhauser, německý novinář a literární kritik (* (15. července 1923)
- 9. února – Zdravko Tolimir, bosenskosrbský generál (* 27. listopadu 1948)
- 13. února – Antonin Scalia, soudce Nejvyššího soudu USA (* 11. března 1936)
- 15. února – George Gaynes, americký herec (* 16. května 1917)
- 16. února – Butrus Butrus-Ghálí, egyptský politik, generální tajemník OSN (* 14. listopadu 1922)
- 19. února
  - Umberto Eco, italský filosof a spisovatel (* 5. ledna 1932)
  - Harper Leeová, americká spisovatelka (* 28. dubna 1926)
- 21. února – Don Owen, kanadský režisér a scenárista (* 19. září 1935)
- 23. února
  - Donald Williams, americký kosmonaut (* 13. února 1942)
  - Valérie Guignabodet, francouzská režisérka (* 9. května 1965)
- 24. února
  - Juraj Černý, slovenský hudebník (* 10. července 1961)
  - Abe Vigoda, americký herec (* 24. února 1921)
- 26. února – Karl Dedecius, německý spisovatel, překladatel polské a ruské literatury a popularizátor polské literatury v Německu (* 20. května 1921)
- 27. února – Vid Pečjak, slovinský spisovatel (* 11. ledna 1929)
- 29. února
  - Hannes Löhr, německý fotbalista (* 5. července 1942)
  - José Parra Martínez, španělský fotbalista (* 28. srpna 1925)
- 1. března – Jozef Šagát, slovenský a československý politik (* 30. ledna 1945)
- 2. března – Mikuláš Klimčák, slovenský malíř (* 16. listopadu 1921)
- 3. března – John Thomas, velšský kytarista (* 21. února 1952)
- 5. března
  - Ray Tomlinson, americký programátor a tvůrce e-mailu (* 23. dubna 1941)
  - Nikolaus Harnoncourt, rakouský dirigent, cellista a hudební publicista (* 6. prosinec 1929)
  - Miloš Bobocký, slovenský a československý basketbalista (* 20. ledna 1922)
  - Hassan al-Turabi, súdánský vůdce opozice a prominentní sunnitský muslim (* 1. února 1932)
  - Zoltán Doboš, slovenský fotbalový brankář (* 28. září 1933)
- 6. března – Nancy Reaganová, manželka amerického prezidenta Ronalda Reagana (* 6. června 1921)
- 8. března – George Martin, britský hudební producent (* 3. ledna 1926)
- 9. března
  - Naná Vasconcelos, brazilský jazzový perkusionista a zpěvák (* 2. srpna 1944)
  - Gerhard Vormwald, německý fotograf (* 6. března 1948)
  - Ralph S. Larsen, americký manažer, dlouholetý výkonný ředitel společnosti Johnson & Johnson (* 18. listopadu 1938)
- 10. března
  - Ernestine Anderson, americká zpěvačka (* 10. listopadu 1928)
  - Keith Emerson, britský rockový klávesista a hudební skladatel (* 2. listopadu 1944)
- 11. března
  - Jolanda Balașová, rumunská atletka, olympijská vítězka a mistryně Evropy (* 12. prosince 1936)
  - Vladimír Gajdoš, slovenský dirigent, hudební skladatel a pedagog (* 30. listopadu 1936)
- 12. března
  - Lloyd Shapley, americký matematik a ekonom (* 2. června 1923)
  - Jozef Šarman, slovenský fotbalista, útočník (* 7. března 1937)
- 13. března – Hilary Putnam, americký matematik, logik a filosof, představitel filosofie jazyka a filosofie mysli (* 31. července 1926)
- 14. března
  - Geoffrey Hartman, americký literární kritik a spisovatel (* 11. srpna 1929)
  - Peter Maxwell Davies, britský hudební skladatel, dirigent, pedagog a hudební organizátor (* 8. září 1934
- 16. března
  - Frank Sinatra Jr., americký zpěvák (* 10. ledna 1944)
  - Ľudmila Dulková, československá krasobruslařka a trenérka (* 14. prosince 1927)
- 17. března
  - Me'ir Dagan, izraelský generál (* 30. ledna 1945
  - Paul Daniels, anglický hlasatel a iluzionista (* 6. dubna 1938)
  - Eli'ezer Ronen, izraelský politik a poslanec (* 24. září 1931
  - Miroslav Michalec, slovenský politik (* 23. listopadu 1961)
- 18. března – Guido Westerwelle, německý politik (* 27. prosince 1961)
- 20. března – Anker Jørgensen, dánský premiér (* 13. července 1922)
- 21. března – Andrew Grove, americký podnikatel, inženýr a spisovatel maďarského původu (* 2. září 1936)
- 23. března – Aharon Meged, izraelský spisovatel a dramatik (* 10. srpna 1920)
- 24. března
  - Johan Cruijff, nizozemský fotbalový hráč a trenér (* 25. dubna 1947)
  - Ester Herlic, izraelská diplomatka a politička (* 9. října 1921)
  - Garry Shandling, americký komik, herec, režisér, scenárista a zpěvák (* 29. listopadu 1949)
- 27. března – Matka Angelica, americká františkánská řeholnice, televizní hvězda a zakladatelka mezinárodního vysílání kabelové televize (* 20. dubna 1923)
- 28. března – Jan Kaczkowski, polský teolog a bioetik (* 19. července 1977)
- 31. března
  - Zaha Hadid, irácko-britská architektka (* 31. října 1950)
  - Hans-Dietrich Genscher, německý ministr zahraničí (* 21. března 1927)
  - Imre Kertész, maďarský spisovatel, nositel Nobelovy ceny (* 3. listopadu 1929)
  - Georges Cottier, švýcarský kardinál (* 25. dubna 1922)
  - Béla Biszku, maďarský komunistický politik (* 13. září 1921)
- 1. dubna – Ondrej Pončák, slovenský fotbalový útočník a obránce (* 27. listopadu 1940)
- 2. dubna
  - László Sárosi, maďarský fotbalista (* 27. února 1932)
  - Gato Barbieri, argentinský jazzový saxofonista (* 28. listopadu 1932)
- 3. dubna – Cesare Maldini, italský fotbalista (* 5. února 1932)
- 5. dubna
  - Elsie Morrison, britská operní zpěvačka (* 15. srpna 1924)
  - Štefan Vraštiak, slovenský filmový publicista, historik a organizátor (* 23. dubna 1942)
- 6. dubna – Merle Haggard, americký muzikant, zpěvák a skladatel (* 6. dubna 1937)
- 8. dubna – Erich Rudorffer, německý stíhací pilot (* 1. listopadu 1917)
- 9. dubna – Tony Conrad, americký režisér a hudebník (* 7. března 1940)
- 10. dubna – Howard Marks, velšský pašerák drog (* 13. srpna 1945)
- 12. dubna – Arnold Wesker, anglický dramatik a spisovatel židovského původu (* 24. května 1932)
- 13. dubna
  - Gareth Thomas, velšský herec (* 12. února 1945)
  - Gwyn Thomas, velšský básník (* 2. září 1936)
- 16. dubna – Louis Pilot, lucemburský fotbalista (* 11. listopadu 1940)
- 17. dubna – Doris Robertsová, americká herečka (* 4. listopadu 1925)
- 18. dubna – Daniel Moore, americký básník (* 30. května 1940)
- 19. dubna
  - Walter Kohn, americký chemik a nositel Nobelovy ceny (* 9. března 1923)
  - Pete Zorn, americký multiinstrumentalista (* 29. května 1950)
  - Patricio Aylwin, chilský politik (* 26. listopadu 1918)
- 20. dubna – Chyna, americká wrestlerka a modelka (* 27. prosince 1970)
- 21. dubna
  - Prince, americký hudebník (* 7. června 1958)
  - Guy Hamilton, americký režisér (* 16. září 1922)
  - Lonnie Mack, americký kytarista (* 18. července 1941)
- 24. dubna – Klaus Siebert, německý biatlonista a trenér (* 29. dubna 1955)
- 25. dubna – Horst Sachs, německý matematik (* 27. března 1927)
- 26. dubna – Oľga Pavúková, slovenská muzejní pracovnice a československá politička (* 29. července 1944)
- 30. dubna
  - Harold Kroto, anglický chemik a nositel Nobelovy ceny (* 7. října 1939)
  - Daniel Aaron, americký spisovatel a akademik (* (4. srpna 1912)
- 2. května
  - Norbert Henrichs, německý dokumentarista a vědec (* 5. července 1935)
  - Afeni Shakur, americká politická aktivistka, členka kontroverzního hnutí Černí panteři a hudební podnikatelka (* 10. ledna 1947)
- 3. května
  - Tadeusz Gocłowski, polský arcibiskup (* 16. září 1931)
  - Karol Machata, slovenský herec (* 13. ledna 1928)
- 5. května – Sergej Chelemendik, ruský spisovatel a slovenský politik (* 9. srpna 1957)
- 6. května
  - Patrick Ekeng, kamerunský fotbalový reprezentant (* 26. března 1990)
  - Margot Honeckerová, politička Německé demokratické republiky (* 17. dubna 1927)
- 8. května
  - Gareth Gwenlan, velšský producent a režisér (* 26. dubna 1937)
  - Philippe Beaussant, francouzský muzikolog a spisovatel (* 6. května 1930)
- 10. května – Thomas Luckmann, německý sociolog (* 14. října 1927)
- 13. května – Buster Cooper, americký jazzový pozounista (* 4. dubna 1929)
- 16. května
  - Giovanni Coppa, diplomat Svatého stolce a kardinál (* 9. listopadu 1925)
  - Otto Gerhard Oexle, německý historik (* 28. srpna 1939)
- 20. května – Veronika Terézia Racková, slovenská misionářka (* 22. února 1958)
- 22. května – Lucjan Avgustini, albánský biskup (* 28. srpna 1963)
- 24. května – Burt Kwouk, britsko-čínský herec (* 18. července 1930)
- 25. května – Gyula Kosice, argentinský sochař a básník (* 26. dubna 1924)
- 26. května – Loris Francesco Capovilla, italský kardinál (* 14. října 1915)
- 27. května – Renate Krügerová, německá historička (* 23. července 1934)
- 31. května – Mohamed Abdelaziz, prezident Saharské arabské demokratické republiky (* 17. srpna 1947)
- 1. června – Roman Hofbauer, slovenský politik a primátor Bratislavy (* 21. února 1940)
- 2. června – Tom Kibble, britský teoretický fyzik (* 23. prosince 1932)
- 3. června – Muhammad Ali, americký boxer a olympionik (* 17. ledna 1942)
- 5. června – Jerome Bruner, americký psycholog (* 1. října 1915)
- 6. června
  - Viktor Korčnoj, švýcarský šachový velmistr ruské národnosti (* 23. března 1931)
  - Peter Shaffer, anglický dramatik (* 15. května 1926)
  - Kimbo Slice, americký profesionální boxer (* 8. února 1974)
- 10. června – Gordie Howe, kanadský hokejista (* 31. března 1928)
- 11. června – Christina Grimmie, americká zpěvačka a Youteberka (* 12. března 1996)
- 14. června – Henry McCullough, anglický písničkář a kytarista (* 21. července 1943)
- 16. června
  - Jo Coxová, humanitární pracovnice a britská poslankyně (* 22. června 1974)
  - Charles Thompson, americký jazzový klavírista (* 21. března 1918)
- 17. června – Tenor Fly, britský zpěvák a rapper (* 7. července 1967)
- 19. června
  - Anton Yelchin, americký herec ruského původu (* 11. března 1989)
  - Götz George, německý herec (* 23. července 1938)
- 20. června – Benoîte Groultová, francouzská novinářka, spisovatelka a feministka (* 31. ledna 1920)
- 23. června – Ralph Stanley, americký zpěvák a hráč na banjo (* 25. února 1927)
- 24. června – Bernie Worrell, americký hudebník (* 16. dubna 1944)
- 26. června – Jürgen von Beckerath, německý egyptolog (* 19. února 1920)
- 27. června
  - Bud Spencer, italský herec (* 31. října 1929)
  - Alvin Toffler, americký spisovatel a novinář (* 8. října 1928)
- 28. června – Scotty Moore, americký kytarista (* 27. prosince 1931)
- 29. června – Rob Wasserman, americký baskytarista a kontrabasista (* 1. dubna 1952)
- 30. června – Don Friedman, americký jazzový klavírista a pedagog (* 4. května 1935)
- 1. července – Yves Bonnefoy, francouzský básník (* 24. června 1923)
- 2. července
  - Elie Wiesel, židovský spisovatel, filozof, politický aktivista a nositel Nobelovy ceny (* 30. září 1928)
  - Rudolf Emil Kálmán, maďarsko-americký matematik, tvůrce moderní teorie řízení a teorie systémů (* 19. května 1930)
  - Michel Rocard, francouzský politik (* 23. srpna 1930)
- 3. července
  - Roger Dumas, francouzský herec (* 9. května 1932)
  - Mitch Fenner, britský gymnasta a sportovní komentátor (* 25. března 1946)
  - Richard Grayson, americký hudební skladatel a klavírista (* 25. března 1941)
  - Markus Werner, švýcarský spisovatel (* 27. prosince 1944)
- 4. července – Abbás Kiarostamí, íránský filmový režisér a scenárista (* 22. června 1940)
- 8. července – Jacques Rouffio, francouzský režisér (* 14. srpna 1938)
- 9. července
  - Silvano Piovanelli, italský kardinál (* 21. února 1924)
  - Sydney Schanberg, americký novinář (* 17. ledna 1934)
- 10. července – Norbert Joos, švýcarský horolezec (* 6. září 1960)
- 11. července – Karol Nandrásky, slovenský evangelický biblický teolog a filozof, pedagog (* 2. prosince 1927)
- 12. července
  - Zygmunt Zimowski, polský biskup (* 7. dubna 1949)
  - Goran Hadžić, prezident Republiky Srbská Krajina (* 7. září 1958)
- 14. července – Péter Esterházy, maďarský spisovatel (* 14. dubna 1950)
- 15. července – Charles Davis, americký jazzový saxofonista (* 20. května 1933
- 16. července
  - Vadim Gippenrejter, ruský fotograf (* 22. dubna 1917)
  - Claude Williamson, americký jazzový klavírista (* 18. listopadu 1926)
  - Alan Vega, americký zpěvák (* 23. června 1938)
  - Hugo Rietveld, nizozemský krystalograf (* 7. března 1932)
- 18. července
  - Nikolaus Messmer, kyrgyzský biskup (* 19. prosince 1954)
  - Billy Name, americký fotograf (* 22. února 1940)
  - John Kerr, americký spisovatel (* 31. ledna 1950)
- 19. července
  - Carlos Gorostriza, argentinský spisovatel a režisér (* 7. července 1920)
  - Garry Marshall, americký herec a režisér (* 13. listopadu 1934)
- 20. července
  - André Isoir, francouzský varhaník (* 20. července 1935)
  - Jim Pressdee, velšský kriketista (* 19. června 1933)
  - Pavel Grigorjevič Šeremet, ruský novinář (* 28. listopadu 1971)
- 21. července
  - Barbara Veitová, německá novinářka a spisovatelka (* 1947)
  - Amnon Lin, izraelský politik (* 20. března 1924)
- 23. července – Thorbjörn Fälldin, švédský politik (* 24. dubna 1926)
- 25. července
  - Halil İnalcık, turecký historik (* 26. května 1916)
  - Tim LaHaye, americký křesťanský autor a řečník, je zakladatelem Tim LaHaye Ministries, Pre-Trib Research Center (* 27. dubna 1926)
- 26. července – Jacques Hamel, francouzský kněz (* 30. listopadu 1930)
- 27. července
  - Piet de Jong, nizozemský premiér (* 3. března 1915)
  - Jerry Doyle, americký herec (* 16. července 1956)
  - Dominik Hrušovský, slovenský biskup (* 1. června 1926)
  - Einojuhani Rautavaara, finský skladatel (* 9. října 1928)
- 30. července
  - Vincenc Huang Shoucheng, čínský biskup (* 20. července 1935)
  - Leif Ludwig Albertsen, dánský filolog (* (28. ledna 1936)
- 31. července – Seymour Papert, americký matematik, informatik a profesor (* 29. února 1928)
- 2. srpna
  - Franciszek Macharski, polský krakovský arcibiskup (* 20. května 1927)
  - Ahmed Zewail, egyptský chemik (* 26. února 1946)
- 3. srpna
  - Chris Amon, novozélandský automobilový závodník (* 20. července 1943)
  - Šahram Amírí, íránský jaderný vědec (* 8. listopadu 1977)
  - Ignác Janák, slovenský a československý politik (* 4. října 1930)
  - Elliot Tiber, americký spisovatel a scenárista (* 15. dubna 1935)
- 5. srpna – Juraj Slezáček, slovenský herec (* 14. ledna 1943)
- 6. srpna – Pete Fountain, americký jazzový klarinetista (* 3. července 1930)
- 8. srpna
  - Barry Jenner, americký herec (* 14. ledna 1941)
  - Edward Daly, irský katolický biskup (* 5. prosince 1933)
- 9. srpna – Siegbert Horn, východoněmecký vodní slalomář (* 11. května 1950)
- 13. srpna – Kenny Baker, anglický herec (* 24. srpna 1934)
- 15. srpna
  - Stefan Henze, německý vodní slalomář (* 3. května 1981)
  - Bobby Hutcherson, americký jazzový vibrafonista a hráč na marimbu (* 27. ledna 1941)
- 16. srpna – Christian Jachs, rakouský politik (* (25. září 1966)
- 18. srpna – Ernst Nolte, německý historik a pedagog (* 11. ledna 1923)
- 19. srpna – Nina Ponomarjovová, sovětská atletka hodem diskem a olympionička (* 27. dubna 1929)
- 20. srpna – Daniela Dessìová, italská operní pěvkyně (* 14. května 1957)
- 22. srpna
  - Toots Thielemans, belgický jazzový hudebník a skladatel (* 29. dubna 1922)
  - Gilli Smyth, britská zpěvačka a básnířka (* 1. června 1933)
- 23. srpna – Reinhard Selten, německý matematik a ekonom (* 5. října 1930)
- 24. srpna
  - Walter Scheel, západoněmecký prezident (* 8. července 1919)
  - Michel Butor, francouzský spisovatel (* 14. září 1926)
  - Roger Tsien, americký chemik čínského původu (* 1. února 1952)
- 25. srpna
  - Rudy Van Gelder, americký nahrávací technik (* 2. listopadu 1924)
  - James Watson Cronin, americký jaderný fyzik a nositel Nobelovy ceny (* 29. září 1931)
  - Sonia Rykiel, francouzská módní návrhářka (* 25. května 1930)
  - Robert Todd Carroll, americký akademik, spisovatel a skeptik (* 18. května 1945)
  - Sergej Marčuk, sovětský rychlobruslař (* 13. dubna 1952)
- 26. srpna – Vladimír Mojžiš, slovenský fotbalista, reprezentant Československa (* 1. února 1944)
- 27. srpna – Alexandr Ščetinin, ukrajinský novinář (* 27. srpna 1962)
- 28. srpna
  - Juan Gabriel, mexický zpěvák (* 7. ledna 1950)
  - Benjamin Ben Eliezer, izraelský ministr a brigádní generál Izraelských obranných sil (* 12. února 1936)
  - Marianne Ihlen, norská malířka (* 18. května 1935)
- 29. srpna – Gene Wilder, americký herec, režisér a spisovatel (* 7. června 1950)
- 30. srpna – Marc Riboud, francouzský fotograf a fotoreportér (* 24. června 1923)
- 2. září – Islam Karimov, prezident Uzbekistánu (* 30. ledna 1938)
- 3. září – Johnny Rebel, americký zpěvák country (* 25. září 1938)
- 4. září – Novella Nikolajevna Matvejevová, ruská básnířka, prozaička a literární teoretička (* 7. října 1934)
- 5. září – Phyllis Schlaflyová, americká právnička a spisovatelka (* 15. srpna 1924)
- 6. září – Lewis Merenstein, americký hudební producent (* 23. října 1934)
- 8. září
  - Hannes Arch, rakouský letecký akrobat (* 22. září 1967)
  - Dragiša Pešić, černohorský politik a poslední premiér Jugoslávie před její transformací ve Státní společenství Srbsko a Černá Hora (* 8. srpna 1954)
- 10. září – Magda Šaturová, slovenská filozofka a esperantistka (* 4. července 1929)
- 13. září – Jonathan Riley-Smith, britský historik (* 27. června 1938)
- 15. září – Deborah Jinová, americká fyzička (* 15. listopadu 1968)
- 16. září
  - Carlo Azeglio Ciampi, italský prezident (* 9. prosince 1920)
  - Edward Albee, americký dramatik (* 12. března 1928)
  - Gabriele Amorth, italský římskokatolický kněz (* 1. května 1925
  - Dieter Hoffmann, východoněmecký atlet a mistr Evropy ve vrhu koulí (* 27. srpna 1942)
- 17. září – Sigvard Parling, švédský fotbalista, lední hokejista a hráč bandy (* 26. března 1930)
- 18. září – Tadeusz Zasępa, polský pedagog, katolický kněz a publicista (* 23. dubna 1946)
- 20. září – Erwin Hahn, americký fyzik (* 9. června 1921)
- 24. září – Bill Mollison, australský přírodovědec a psycholog (* 4. května 1928)
- 25. září – Kashif, americký hudebník, multiinstrumentalista, zpěvák, hudební skladatel a producent (* 26. prosince 1959)
- 26. září – Mark Dvoreckij, ruský šachový trenér (* 9. prosince 1947)
- 28. září
  - Šimon Peres, izraelský prezident a nositel Nobelovy ceny (* 2. srpna 1923)
  - Čamsulvara Čamsulvarajev, ázerbájdžánský zápasník volnostylař dagestáské (darginské) národnosti (* 6. září 1984)
- 2. října
  - Neville Marriner, anglický dirigent a houslista (* 15. dubna 1924)
  - Imrich Sedlák, slovenský literární a kulturní historik a vysokoškolský pedagog (* 21. ledna 1933)
  - Hanna Zora, irácký chaldejský katolický kněz a arcibiskup (* 15. března 1939)
- 3. října – Vitalij Chusejnovič Dogužijev, sovětský politik, v 80. letech člen rady ministrů SSSR ve funkci ministra všeobecného strojírenství (* 25. prosince 1935)
- 4. října
  - Brigitte Hamannová, rakouská spisovatelka a historička (* 26. července 1940)
  - Gid'on Toury, izraelský překladatel, teoretik překladu a profesor (* 6. června 1942)
- 5. října
  - Michal Kováč, slovenský prezident (* 5. srpna 1930)
  - Rod Temperton, anglický hudební skladatel (* 9. října 1949)
- 8. října – Stylianos Pattakos, řecký příslušník ozbrojených sil a jedním z vůdců řecké vojenské junty (* 8. listopadu 1912)
- 9. října – Andrzej Wajda, polský filmový režisér a dramatik (* 6. března 1926)
- 11. října – Peter Reynolds, velšský hudební skladatel (* 12. ledna 1958)
- 12. října – Reinhart Ahlrichs, německý teoretický chemik (* 16. ledna 1940)
- 13. října
  - Pchúmipchon Adunjadét, thajský král (* 5. prosince 1927)
  - Dario Fo, italský satirický dramatik, divadelní režisér, skladatel a výtvarník, nositel Nobelovy ceny (* 24. března 1926)
- 15. října – Klym Čurjumov, ukrajinský astronom a spisovatel pro děti (* 19. února 1937)
- 16. října
  - Kigeli V., rwandský král (mwami) (* 29. června 1936)
  - Arsen Pavlov, ruský občan, velitel praporu Sparta bojujícího na straně samozvané separatistické Doněcké lidové republiky (* 2. února 1983)
- 18. října
  - Phil Chess, americký hudební producent (* 27. března 1921)
  - Sigmund Sternberg, britský podnikatel a filantrop (* 2. června 1921)
- 19. října – Luis María Echeberría, španělský fotbalista (* 24. března 1940)
- 20. října – Džunko Tabeiová, japonská horolezkyně, první žena na Mount Everestu (* 22. září 1939)
- 23. října – Wim van der Voort, nizozemský rychlobruslař (* 24. března 1923)
- 24. října
  - Bobby Vee, americký pop music zpěvák (* 30. dubna 1943)
  - Eugeniusz Rudnik, polský hudební skladatel (* 28. října 1932)
  - Benjamin Creme, britský esoterik, spisovatel, umělec a vydavatel časopisu (* 5. prosince 1922)
- 25. října – Carlos Alberto Torres, brazilský fotbalista (* 17. července 1944)
- 27. října
  - Bobby Wellins, skotský jazzový saxofonista (* 24. ledna 1936)
  - Elda Grin, arménská spisovatelka, psycholožka a soudní expertka (* 10. března 1928)
- 2. listopadu
  - Bob Cranshaw, americký jazzový kontrabasista a baskytarista (* 10. prosince 1932)
  - Oleg Popov, sovětský a ruský cirkusový umělec (* 31. července 1930)
- 3. listopadu – Alexej Baláž, slovenský římskokatolický duchovní, působící v České republice (* 11. června 1943)
- 5. listopadu – Marek Svatoš, slovenský hokejový útočník (* 17. června 1982)
- 6. listopadu – Zoltán Kocsis, maďarský klavírista, skladatel a dirigent (* 30. května 1952)
- 7. listopadu – Leonard Cohen, kanadský hudebník, básník, romanopisec a kreslíř (* 21. září 1934)
- 8. listopadu – Kazimír Gajdoš, slovenský fotbalista, československý reprezentant (* 28. března 1934)
- 9. listopadu – Martin Stone, anglický kytarista (* 11. prosince 1946)
- 11. listopadu
  - Ilse Aichingerová, rakouská spisovatelka (* 1. listopadu 1921)
  - Robert Vaughn, americký herec (* 22. listopadu 1932)
  - Greg Willis, americký baskytarista
- 13. listopadu
  - Laurent Pokou, fotbalista a reprezentant Pobřeží slonoviny (* 8. října 1947)
  - Leon Russell, americký zpěvák, pianista, kytarista, baskytarista a hudební skladatel (* 2. dubna 1942)
- 15. listopadu – Mose Allison, americký klavírista a zpěvák (* 11. listopadu 1927)
- 16. listopadu – Jay Wright Forrester, americký vědec, výzkumník, zakladatel systémové dynamiky (* 14. července 1918)
- 17. listopadu – Whitney Smith, americký vexilolog (* 26. února 1940)
- 18. listopadu – Sharon Jones, americká zpěvačka (* 4. května 1956)
- 20. listopadu
  - Konstantinos Stefanopulos, řecký prezident (* 15. srpna 1926)
  - William Trevor, irský spisovatel, autor románů, povídek, divadelních, rozhlasových a televizních her (* 24. května 1928)
  - Gabriel Badilla, kostarický fotbalový obránce (* 30. června 1984)
- 23. listopadu – Fred Stobaugh, americký zpěvák a řidič nákladního vozu (* 22. srpna 1917)
- 25. listopadu
  - Fidel Castro, kubánský prezident a revolucionář (* 13. srpna 1926)
  - Pauline Oliveros, americká hudební skladatelka a akordeonistka (* 30. května 1932)
  - Ron Glass, americký herec (* 10. července 1945)
  - Larry Rust, americký klávesista (* 18. února 1953)
- 26. listopadu
  - Peter Hans Kolvenbach, nizozemský jezuita, bývalý 29. generální představený Tovaryšstva Ježíšova (* 30. listopadu 1928)
  - Alv Gjestvang, norský rychlobruslař (* 13. září 1937)
- 27. listopadu
  - Joannis Grivas, řecký právník (* 23. února 1923)
  - Alexander Thieme, německý atlet sprinter (* 13. dubna 1954)
- 28. listopadu – Mark Tajmanov, ruský šachový velmistr a klavírní virtuóz (* 7. února 1926)
- 2. prosince – Sammy Lee, americký skokan do vody a dvojnásobný olympijský vítěz (* 1. srpna 1920)
- 6. prosince – Adolf Burger, slovenský Žid, který se za 2. světové války jako vězeň zúčastnil operace Bernhard (* 12. srpna 1917)
- 7. prosince – Greg Lake, britský hudebník, zpěvák, producent a skladatel (* 10. listopadu 1947)
- 8. prosince – John Glenn, americký astronaut, bojový letec, manažer, politik a první člověk, který se dostal na oběžnou dráhu Země (* 18. července 1921)
- 10. prosince – Esma Redžepovová, makedonská národní umělkyně, zpěvačka romského původu (* 8. srpna 1943)
- 11. prosince – Sádik Džalál al-Azm, syrský filozof, veřejný intelektuál, univerzitní profesor a bojovník za lidská práva (* 7. listopadu 1934)
- 12. prosince – Javier Echevarría, prelát Opus Dei a titulární biskup cilibijský (* 14. června 1932)
- 13. prosince
  - Alan Thicke, kanadský herec, moderátor a hudební skladatel (* 1. března 1947)
  - Thomas Schelling, americký ekonom, profesor a nositel Nobelovy ceny (* 14. dubna 1921)
  - Hebe Kohlbrugge, nizozemská reformovaná teoložka a členka odboje během druhé světové války (* 8. srpna 1914)
- 14. prosince
  - Paulo Evaristo Arns, brazilský římskokatolický kněz, bývalý arcibiskup São Paulo, františkán, kardinál (* 14. září 1921)
  - Karel Husa, americký hudební skladatel a dirigent českého původu (* 7. srpna 1921)
- 16. prosince – Faina Melniková, sovětská atletka (* 9. června 1945)
- 17. prosince – Henry Heimlich, americký lékař, vynálezce Heimlichova manévru (* 3. února 1920)
- 18. prosince
  - Zsa Zsa Gaborová, maďarsko-americká herečka (* 6. února 1917)
  - Enrique Cirules, kubánský spisovatel a esejista (* 1938)
- 19. prosince
  - Andrej Karlov, ruský diplomat (* 4. února 1954)
  - Andrew Dorff, americký autor písní a zpěvák (* 16. prosince 1976)
  - Lionel Blue, britský reformační rabín, novinář, znalec spirituality a hlasatel (* 6. února 1930)
- 22. prosince – Miruts Yifter, etiopský běžec na dlouhých tratích, dvojnásobný olympijský vítěz (* 15. května 1944)
- 23. prosince
  - Vesna Vulovičová, jugoslávská letuška, která v roce 1972 přežila havárii letu JAT 367 (* 3. ledna 1950)
  - Heinrich Schiff, rakouský violoncellista a dirigent (* 18. listopadu 1951)
  - Piers John Sellers, anglo-americký meteorolog a kosmonaut (* 11. dubna 1955)
- 24. prosince
  - Rick Parfitt, anglický rockový hudebník (* 12. října 1948)
  - Richard Adams, anglický spisovatel (* 9. května 1920)
- 25. prosince
  - George Michael, britský zpěvák, skladatel a producent (* 25. června 1963)
  - Vera Rubin, americká astronomka, zabývající se problematikou rychlosti rotace Galaxie (* 23. července 1928)
- 26. prosince – Barbara Tarbuck, americká herečka (* 15. ledna 1942)
- 27. prosince
  - Carrie Fisher, americká herečka (* 21. října 1956)
  - Claude Gensac, francouzská herečka (* 1. března 1927)
- 28. prosince
  - Debbie Reynoldsová, americká herečka, zpěvačka a tanečnice (* 1. dubna 1932)
  - Gregorio Álvarez Armelino, uruguayský prezident a diktátor (* 26. listopadu 1925)
- 29. prosince – William Salice, italský vynálezce Kinder vajíček (Kinder Surprise) (* 18. července 1933)
- 30. prosince – Allan Williams, britský podnikatel, promotér, původní jednatel a první manažer skupiny The Beatles (* 17. března 1930)
- 31. prosince – Eva Šuranová, československá atletka slovenské národnosti, která se věnovala skoku do dálky (* 24. dubna 1946)

## Hlavy států

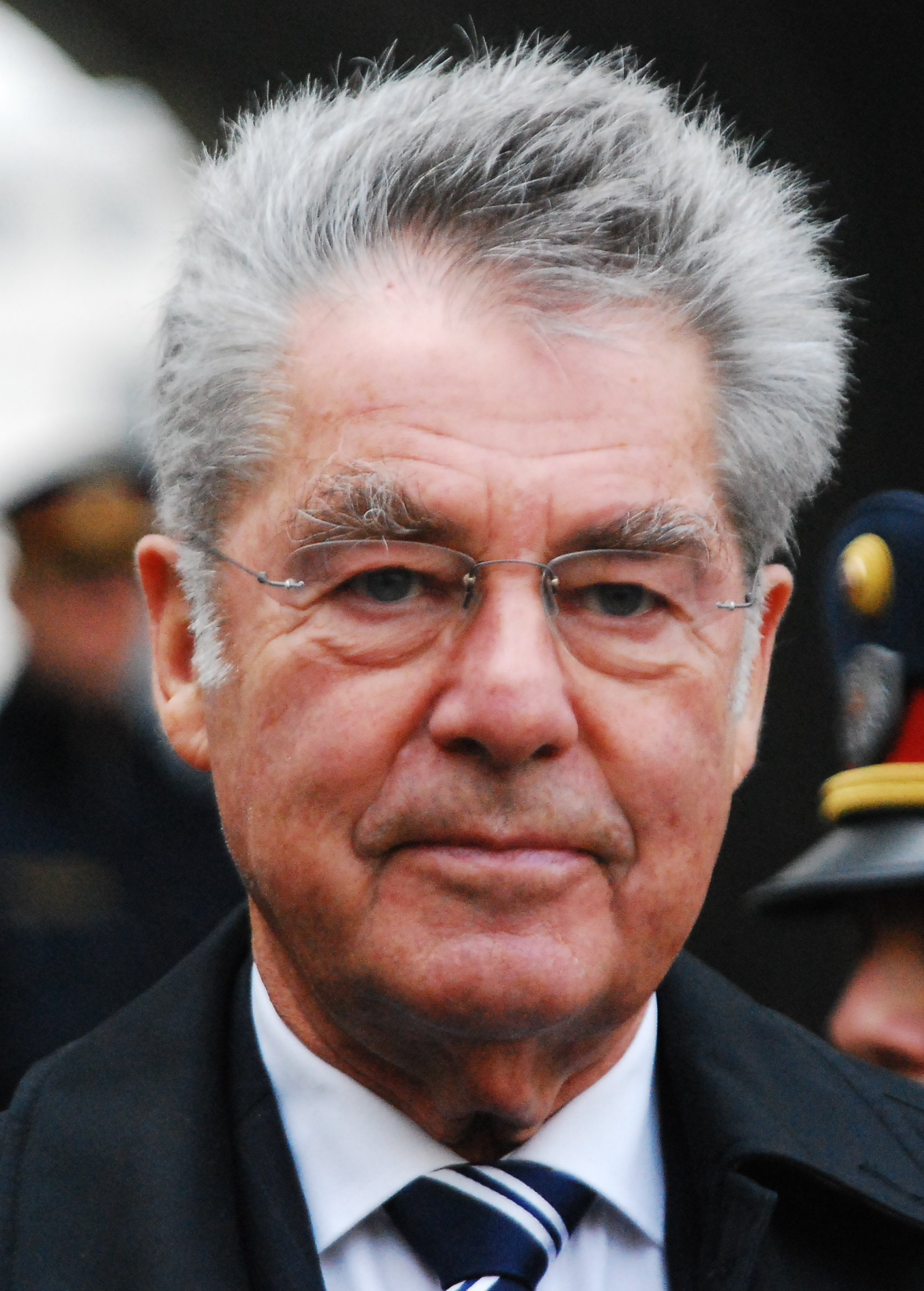
Skončilo druhé volební období rakouského prezidenta Heinze Fischera.

V tomto seznamu jsou uvedeni pouze představitelé významnějších států.
- Belgie – král Filip Belgický (od 2013)
- Brazílie
  - prezidentka Dilma Rousseffová (2011–2016)
  - prezident Michel Temer (2016–2018)
- Čína – prezident Si Ťin-pching (od 2013)
- Česko – prezident Miloš Zeman (2013–2023)
- Dánsko – královna Markéta II. (1972–2024)
- Egypt – prezident Abd al-Fattáh as-Sísí (od 2014)
- Francie – prezident François Hollande (2012–2017)
- Indie – prezident Pranab Mukherdží (2012–2017)
- Itálie – prezident Sergio Mattarella (od 2015)
- Izrael – prezident Re'uven Rivlin (2014–2021)
- Japonsko – císař Akihito (1989–2019)
- Jihoafrická republika – prezident Jacob Zuma (2009–2018)
- Kanada – generální guvernér David Johnston (2010–2017)
- Maďarsko – prezident János Áder (2012–2022)
- Mexiko – prezident Enrique Peña Nieto (2012–2018)
- Německo – prezident Joachim Gauck (2012–2017)
- Nizozemsko – král Vilém-Alexandr (od 2013)
- Polsko – prezident Andrzej Duda (2015–2025)
- Rakousko – prezident Heinz Fischer (2004–2016)
- Rusko – prezident Vladimir Putin (od 2012)
- Slovensko – prezident Andrej Kiska (2014–2019)
- Spojené království – královna Alžběta II. (1952–2022)
- Spojené státy americké – prezident Barack Obama (2009–2017)
- Španělsko – král Filip VI. (od 2014)
- Turecko – prezident Recep Tayyip Erdoğan (od 2014)
- Ukrajina – prezident Petro Porošenko (2014–2019)
- Vatikán – papež a suverén Vatikánu František (2013–2025)